# La que se avecina
La que se avecina (también conocida por la sigla LQSA) es una serie de televisión española creada por los hermanos Alberto y Laura Caballero y por Daniel Deorador para Telecinco, que se estrenó el 22 de abril de 2007. A partir de la duodécima temporada, debido a un acuerdo entre Mediaset España y Prime Video, también se preestrena en la plataforma de streaming antes de su emisión en Telecinco.
La que se avecina es una comedia destinada a un público sobre todo juvenil y adulto, que se caracteriza por ironizar con humor negro sobre las relaciones de convivencia entre vecinos de una comunidad a través de historias y situaciones surrealistas que les suceden a sus protagonistas. Durante sus 12 primeras temporadas, la mayor parte de sus tramas se desarrollan en la ficticia urbanización Mirador de Montepinar situado a las afueras de Madrid; debido a no poder llegar a un acuerdo con el propietario del inmueble en donde se construyó el plató del edificio, se anunció que la duodécima temporada de la serie sería la última en desarrollarse en esta localización. Desde la 13.ª temporada las tramas se desarrollan en el edificio ficticio Contubernio 49 situado en el centro de Madrid.

## Historia
La historia del proyecto se remonta al 2 de junio de 2006, cuando la compañía Gestevisión Telecinco anunció que había alcanzado un acuerdo para la adquisición del 15 % de la productora de José Luis Moreno, Miramón Mendi por once millones de euros. El comunicado significaba que cuando en julio del mismo año finalizase el contrato del empresario con Antena 3, la productora ya no podría realizar más episodios de Aquí no hay quien viva para la cadena. Por lo tanto, cuando se divulgó que la comedia de Atresmedia daría el salto a Mediaset, se especuló con la posibilidad de que fuera una continuación y los artistas interpretaran a los mismos individuos que se veían obligados a trasladarse a otro edificio. Entonces, Telecinco creó La que se avecina, llamada en un principio Atocha 20 como título provisional, aunque Alberto Caballero desmintió posteriormente esta información y afirmó desconocer el origen del nombre y los rumores. Dicha serie contaría con gran parte del elenco de actores de su antecesora, pero con distintos personajes y con el mismo equipo técnico.
El 13 de diciembre de 2006, Telecinco presentó en rueda de prensa al equipo de la serie y confirmó que su estreno en principio tendría lugar en el primer trimestre de 2007. La comedia se presentó meses después, el 19 de abril de 2007, y días más tarde comenzó su emisión en la franja del domingo. El 24 de noviembre de 2014, la serie llegó a su capítulo número 100.
Uno de sus peores momentos fue en la segunda etapa, cuando tuvo que ser retirada temporalmente tras diez episodios emitidos al late night de la cadena.
Desde mayo de 2010 se remite a diario en el canal temático de Mediaset España, Factoría de Ficción, donde logra buenos datos de audiencia. También se televisa en el canal de pago Comedy Central y en las plataformas Movistar Plus+, Prime Video y Disney+.
El 1 de octubre de 2020, Prime Video público en exclusiva para audible en formato audioserie, 10 episodios independientes de 20 minutos de duración cada uno, de la versión televisiva con las voces de sus protagonistas.
El 20 de enero de 2022, Alberto Caballero reveló en su cuenta de Twitter que la serie fue renovada por una temporada 13, 14 y 15 y que la serie se ubicaría en otro edificio situado en el centro de Madrid, Contubernio 49.
En octubre de 2024, se anuncia el acuerdo de Prime Video y Mediterráneo Mediaset España para renovar dos temporadas más, la 16 y la 17, que se producirán en 2025 y 2026. 

### Spin-off
En septiembre de 2012, Alberto Caballero, autor, productor y guionista de La que se avecina, comentó a través de su cuenta personal en Twitter que había empezado a estudiar la posibilidad de un spin-off sobre la serie y que el equipo se encontraba trabajando en ella. Este hecho no supondría la desaparición total de la comedia, añadió que seguiría teniendo continuidad en Telecinco y aclaró que la secuela de su comedia original «no sólo sería de un personaje sino que tendría parte de la comunidad y que se retroalimentaría una serie con otra».

## Argumento
Hasta la temporada 12, la serie narraba las aventuras y problemas cotidianos de una peculiar comunidad de vecinos de «alto standing» de la urbanización Mirador de Montepinar cuyo edificio estaba ubicado a las afueras de Madrid. Abordaban problemas de la vivienda en España en una urbanización que anunciaba unos servicios que en realidad no tenía. Además, se abordaba la burbuja inmobiliaria y la dificultad de los jóvenes para acceder a la vivienda.
El complejo residencial se encontraba en la periferia de la ciudad según la empresa constructora «situado a quince minutos del centro» y estaba compuesto por un bloque de tres pisos, con un total de diez viviendas, seis viviendas en el primer y segundo piso, dos bajos y dos áticos, cuatro locales comerciales, una garita-portería, el aparcamiento subterráneo y las zonas comunes, y 4 trasteros.
Desde la 13.ª temporada los vecinos de Mirador de Montepinar se trasladan a la calle Contubernio n.º 49, en el centro de Madrid.

## Episodios y audiencias
| Temporada | Temporada | Episodios | Número de episodios     |                         |                          |                                                |                         | Audiencia media | Audiencia media |
| Temporada | Temporada | Episodios | Número de episodios     | Estreno                 | Final                    | Estreno                                        | Final                   | Audiencia media | Audiencia media |
| Temporada | Temporada | Episodios | Número de episodios     | Estreno                 | Final                    | Estreno                                        | Final                   | Espectadores    | Cuota           |
| --------- | --------- | --------- | ----------------------- | ----------------------- | ------------------------ | ---------------------------------------------- | ----------------------- | --------------- | --------------- |
|           | 1         | 13        | 1-13                    |                         |                          | 22 de abril de 2007                            | 22 de julio de 2007     | 3 185 000       | 21,2%           |
|           | 2         | 15        | 14-28                   | 3 de abril de 2008      | 3 de agosto de 2008      | 2 862 000                                      | 19,5%                   |                 |                 |
|           | 3         | 14        | 29-42                   | 10 de junio de 2009     | 16 de septiembre de 2009 | 2 171 000                                      | 16,3%                   |                 |                 |
|           | 4         | 12        | 43-54                   | 31 de diciembre de 2009 | 4 de agosto de 2010      | 2 180 000                                      | 15,1%                   |                 |                 |
|           | 5         | 13        | 55-67                   | 1 de mayo de 2011       | 24 de julio de 2011      | 2 793 000                                      | 16,2%                   |                 |                 |
|           | 6         | 13        | 68-80                   | 1 de octubre de 2012    | 28 de enero de 2013      | 4 148 000                                      | 22,4%                   |                 |                 |
|           | 7         | 13        | 81-93                   | 2 de diciembre de 2013  | 10 de marzo de 2014      | 4 108 000                                      | 21,3%                   |                 |                 |
|           | 8         | 16        | 94-104                  | 13 de octubre de 2014   | 22 de diciembre de 2014  | 3 990 000                                      | 23,6%                   |                 |                 |
| 105-109   | 8         | 16        | 20 de abril de 2015     | 18 de mayo de 2015      | 4 039 000                | 23,6%                                          |                         |                 |                 |
|           | 9         | 19        | 110-118                 | 5 de abril de 2016      | 1 de junio de 2016       | 3 854 000                                      | 22,7%                   |                 |                 |
| 119-128   | 9         | 19        | 10 de octubre de 2016   | 19 de diciembre de 2016 | 3 538 000                | 22,1%                                          |                         |                 |                 |
|           | 10        | 13        | 129-141                 | 4 de octubre de 2017    | 21 de diciembre de 2017  | 2 927 000                                      | 20,0%                   |                 |                 |
|           | 11        | 13        | 142-149                 | 24 de abril de 2019     | 12 de junio de 2019      | 2 682 000                                      | 19,5%                   |                 |                 |
| 150-154   | 11        | 13        | 20 de noviembre de 2019 | 17 de diciembre de 2019 | 2 263 000                | 17,5%                                          |                         |                 |                 |
|           | 12        | 16        | 155-162                 | 29 de mayo de 2020      | 29 de mayo de 2020       | 11 de noviembre de 2020                        | 23 de diciembre de 2020 | 1 580 000       | 13,7%           |
| 163-170   | 12        | 16        | 8 de enero de 2021      | 8 de enero de 2021      | 7 de marzo de 2022       | 25 de abril de 2022                            | 1 541 000               | 11,4%           |                 |
|           | 13        | 8         | 171-178                 | 18 de noviembre de 2022 | 23 de diciembre de 2022  | 21 de noviembre de 20224 de septiembre de 2023 | 30 de octubre de 2023   | 902 000         | 9,9%            |
|           | 14        | 8         | 179-186                 | 10 de noviembre de 2023 | 22 de diciembre de 2023  | 8 de noviembre de 20232025                     | 2025                    | 975 000         | 10,6%           |
|           | 15        | 8         | 187-194                 | 18 de noviembre de 2024 | 23 de diciembre de 2024  | 2025                                           | 2025                    |                 |                 |
|           | 16        | 8         | 195-202                 | 2025                    | 2025                     | 2026                                           | 2026                    |                 |                 |
|           | 17        | 8         | 203-210                 | 2026                    | 2026                     | 2027                                           | 2027                    |                 |                 |
| TOTAL     | TOTAL     | TOTAL     | 210                     | 2007                    | 2007                     | 2027                                           | 2027                    | 2 813 000       | 18,0%           |

1. ↑  Nota1: El primer capítulo de la temporada 13 se estrenó en primicia en Telecinco el 21 de noviembre de 2022, tres días después del estreno de la temporada en Prime Video.[37]
2. ↑  Nota2: El primer capítulo de la temporada 14 se estrenó en primicia en Telecinco el 8 de noviembre de 2023, dos días antes del estreno de la temporada en Prime Video.[39]

La serie se estrenó el domingo 22 de abril de 2007 en España con buenos registros de audiencia. En su lanzamiento obtuvo un 28,8 % de cuota de pantalla y fue líder en casi todas sus emisiones durante la primera remesa de episodios.
Tiene muy buen seguimiento en otras ventanas, como en las plataformas de vídeo bajo demanda Prime Video y Disney+ y en sus diferentes reposiciones en Factoría de Ficción.

A lo largo de su recorrido la ficción ha sido emitida los domingos, lunes, martes, miércoles y jueves.

## Distribución

### Contubernio 49

#### Temporada 15
| Exteriores | Exteriores | | Interiores | Interiores |
| 3.º IZDA. | 3.º DCHA. | 3.º IZDA. | 3.º DCHA. |            |
| - Jordi Sánchez como Antonio Recio Matamoros. - Nathalie Seseña como Berta Escobar Indiano. - Adrián Muñoz como Antonio "Toñín" Recio Chacón. (desde el 15x03) | - Luis Merlo como Bruno Quiroga Linares. - Paola Bontempi como Ingrid Becker. (desde el 15x04) - Mamen García como Victoria Rafaela Balmaseda de Unzeta y Téllez-Girón. (desde el 15x04 hasta el 15x05) - Margarita Asquerino como Eulogia «Logi» Sarrión Alstosano. (15x05)                                                                     | - Pablo Chiapella como Amador Rivas Latorre. - Fernando Tejero como Fermín Trujillo López (desde el 15x07) | - Carlos Areces como Agustín Gordillo Caravaca. |            |
| 2.º IZDA. | 2.º DCHA. | 2.º IZDA. | 2.º DCHA. |            |
| - Eva Isanta como Maite Figueroa Espinosa. - Macarena Gómez como María Dolores «Lola» Trujillo Pacheco. - Aitana Villacieros como Úrsula Maroto Trujillo. (15x08) | - Rocío Marín como Greta Garmendia Pérez-Yuste. - Carlos Chamarro como Esteban Guijarro Sanjurjo. - Ainhoa Larrañaga como Julia Guijarro Garmendia. | - Loles León como María del Carmen «Menchu» Carrascosa Guerrero (Casera). - María Adánez como Rebeca Ortiz Sotomayor. | - Macarena Gómez como María Dolores «Lola» Trujillo Pacheco (Propietaria). - Paz Padilla como María Jesús «La Chusa» (Okupa). - Antonio Ponce como Carmelito (Okupa). - Emilio Gavira como Cucaracha (Okupa). |            |
| 1.º IZDA. | 1.º DCHA. | 1.º IZDA. | 1.º DCHA. |            |
| - Inma Pérez-Quirós como Noelia Federica Balmaseda de Unzeta y Téllez-Girón. (hasta el 15x04) - Mamen García como Victoria Rafaela Balmaseda de Unzeta y Téllez-Girón. (15x02-15x04 y desde 15x06) - Margarita Asquerino como Eulogia «Logi» Sarrión Alstosano. (hasta 15x05 y desde 15x06) | - Loles León como María del Carmen «Menchu» Carrascosa Guerrero. - Félix Gómez como Óscar Serra Nevado. - Miren Ibarguren como Yolanda «Yoli» Morcillo Carrascosa. (15x08) | - Ricardo Arroyo como Vicente Maroto Pinilla. (hasta el 15x05) | - Petra Martínez como Josefina «Fina» Palomares Pizarro. |            |
| Mariscos Recio | Cafebrería de Bruno | BAJO IZDA. | BAJO DCHA. |            |
| - Inma Pérez-Quirós como Noelia Balmaseda de Unzeta y Téllez-Girón (Casera). - Jordi Sánchez como Antonio Recio Matamoros. (hasta el 15x04) - Nathalie Seseña como Berta Escobar Indiano. - Alex de la Croix como Karma (desde 15x06) - Dolly como Bibiana (15x08)                          | - Mamen García como Victoria Rafaela Balmaseda de Unzeta y Téllez-Girón (Casera). - Luis Merlo como Bruno Quiroga Linares. - Elisabeth Larena como Andrea «Andy» Quirón Pastrana. - Raúl Peña como Martín Segurola Garralda. - Eva Isanta como Maite Figueroa Espinosa. (15x02-15x07) - Pablo Chiapella como Amador Rivas Latorre. (desde 15x03) | - Rocío Marín como Greta Garmendia Pérez-Yuste (Casera) (hasta el 15x04). - Ainhoa Larrañaga como Julia Guijarro Garmendia (Casera) (desde el 15x05). - Elisabeth Larena como Andrea «Andy» Quirón Pastrana. - Alex de la Croix como Karma. | - Ana Arias como Cristina Sanromán García. - Raúl Peña como Martín Segurola Garralda. |            |
| Portería | | | |            |
| - Nacho Guerreros como Jorge «Coque» Calatrava | | | |            |

##### Se reincorpora a la serie
- María Adánez como Rebeca Ortiz Sotomayor.
- Adriá Collado como Sergio Arias (desde el 15x05).
- Fernando Tejero como Fermín Trujillo Sánchez. (desde el 15x07)

##### Abandonan la serie
- Ricardo Arroyo como Vicente Maroto.
- Jaime Riba como Jorge «Giorgi» Verdugo Travieso.
- Álex Gadea como Alonso Martínez Valero.

##### Reparto episódico
- Anna Allen como Alejandra (15x01)
- Virginia Riezu como Carmen (15x01)
- Carlota Boza como Carlota Rivas Figueroa (15x01; 15x08)
- Fernando Boza como Fernando «Nano» Rivas Figueroa (15x01; 15x08)
- Rodrigo Espinar como Rodrigo Rivas Figueroa (15x01; 15x08)
- Carlos Alcalde como Rosario Parrales. (15x01-15x04; 15x07)
- Antonio Ponce como Carmelito (15x01-15x04; 15x06-15x08)
- Álvaro Giraldo como Amador «Junior/Ojos de Pollo» Arias Figueroa. (15x01;15x05;15x08)
- Emilio Gavira como Cucaracha (15x01-15x04; 15x06-15x08)
- Paola Bontempi como Ingrid Bécker Hernández (15x01-15x08)
- Walker Liu como Xiang Li. (15x04)
- Luis Miguel Seguí como Alberto (15x07)
- Belinda Washington como Elisa Nevado (15x07)
- Aitana Villacieros como Úrsula Maroto Trujillo. (15x08)
- Jesús Olmedo como Diego Tejada Palomares. (15x08)

##### Con la colaboración especial de
- Paz Padilla como María Jesús «La Chusa» (15x01-15x04; 15x06-15x08)
- Ana Álvarez como Gloria (15x02-15x04).

#### Temporada 14
| Exteriores | Exteriores | | Interiores | Interiores |
| 3.º IZDA. | 3.º DCHA. | 3.º IZDA. | 3.º DCHA. |            |
| - Inma Pérez-Quirós como Noelia Federica Balmaseda de Unzeta y Téllez-Girón (Propietaria). - Paz Padilla como María Jesús «La Chusa» (Okupa). (desde 14x02) - Antonio Ponce como Carmelito (Okupa). (desde 14x02) - Emilio Gavira como Cucaracha (Okupa). (desde 14x02) | - Luis Merlo como Bruno Quiroga Linares. - Fernando Tejero como Fermín Trujillo López. (hasta 14x06) | - Félix Gómez como Óscar Serra Nevado. - Rebeca Sala como Vero. (14x04 - 14x06) | - Carlos Areces como Agustín Gordillo Caravaca. - Pablo Chiapella como Amador Rivas Latorre. (hasta el 14x04) - Natalia Khod como Natalia (14x04 - 14x05)                                          |            |
| 2.º IZDA. | 2.º DCHA. | 2.º IZDA. | 2.º DCHA. |            |
| - Eva Isanta como Maite Figueroa Espinosa. - Álex Gadea como Alonso Martínez Valero. (desde el 14x05 hasta el 14x08) | - Rocío Marín como Greta Garmendia Pérez-Yuste. - Carlos Chamarro como Esteban Guijarro Sanjurjo. - Ainhoa Larrañaga como Julia Guijarro Garmendia. | - Ana Arias como Cristina Sanromán García. - Raúl Peña como Martín Segurola Garralda. | - Macarena Gómez como María Dolores «Lola» Trujillo Pacheco. - Miren Ibarguren como Yolanda «Yoli» Morcillo Carrascosa.                                                                            |            |
| 1.º IZDA. | 1.º DCHA. | 1.º IZDA. | 1.º DCHA. |            |
| - Mamen García como Victoria Rafaela Balmaseda de Unzeta y Téllez-Girón. - Margarita Asquerino como Eulogia «Logi» Sarrión Alstosano. | - Loles León como María del Carmen «Menchu» Carrascosa Guerrero. - Petra Martínez como Josefina «Fina» Palomares Pizarro. - Jesús Olmedo como Diego Tejada Palomares. (14x06) | - Ricardo Arroyo como Vicente Maroto Pinilla. - Helena Dueñas como Remedios Infante Camacho. | - Petra Martínez como Josefina «Fina» Palomares Pizarro (sin habitar). |            |
| Mariscos Recio | Cafebrería de Bruno | BAJO IZDA. | BAJO DCHA. |            |
| - Inma Pérez-Quirós como Noelia Federica Balmaseda de Unzeta y Téllez-Girón (Casera). - Jordi Sánchez como Antonio Recio Matamoros. - Nathalie Seseña como Berta Escobar Indiano. - Jaime Riba como Jorge «Giorgi» Verdugo Travieso.                                    | - Mamen García como Victoria Rafaela Balmaseda de Unzeta y Téllez-Girón (Casera). - Luis Merlo como Bruno Quiroga Linares. - Fernando Tejero como Fermín Trujillo López. (hasta 14x06) - Elisabeth Larena como Andrea «Andy» Quirón Pastrana. - Raúl Peña como Martín Segurola Garralda. (desde 14x04) | - Rocío Marín como Greta Garmendia Pérez-Yuste (Casera). - Elisabeth Larena como Andrea «Andy» Quirón Pastrana. - Jaime Riba como Jorge «Giorgi» Verdugo Travieso. - Alex de la Croix como Karma. - Walker Liu como Xiang Li (desde 14x04) | - Jordi Sánchez como Antonio Recio Matamoros. - Nathalie Seseña como Berta Escobar Indiano. - Inma Pérez-Quirós como Noelia Federica Balmaseda de Unzeta y Téllez-Girón (En coma). (14x06 - 14x07) |            |
| Portería | | | |            |
| - Nacho Guerreros como Jorge «Coque» Calatrava. - Pablo Chiapella como Amador Rivas Latorre. (14x05 - 14x06) | | | |            |

##### Abandona la serie
- Laura Gómez-Lacueva como Greta Garmendia Pérez-Yuste.

##### Se reincorporan a la serie
- Macarena Gómez como María Dolores «Lola» Trujillo Pacheco.
- Miren Ibarguren como Yolanda Morcillo Carrascosa.
- Paz Padilla como María Jesús «La Chusa»

##### Se incorporan a la serie
- Ana Arias como Cristina «Cris» Sanromán García
- Rocío Marín como Greta Garmendia Pérez-Yuste.
- Raúl Peña como Martín Segurola Garralda.

##### Reparto episódico
- Walker Liu como Xiang Li (14x01-14x08)
- Antonio Ponce como Carmelito (14x02-14x03; 14x06-14x08)
- Virginia Rodríguez como Sandra, directora del banco (14x03)
- Emilio Mencheta como Manolo (14x04-14x05)
- Santiago Urrialde como Paco (14x04-14x05)
- Paloma Bloyd como Carol (14x04)
- Mariana Cordero como Begoña Espinosa (14x04)
- Rebeca Sala como Vero (14x04-14x08)
- Carlota Boza como Carlota Rivas Figueroa (14x05)
- Fernando Boza como Fernando «Nano» Rivas Figueroa (14x05)
- Rodrigo Espinar como Rodrigo Rivas Figueroa (14x05)
- Álvaro Giraldo como Amador «Junior/Ojos de Pollo» Arias Figueroa (14x05)
- Bárbara Grandío como Sonia (14x05)
- Fran Nortes como Padre Alejandro Ledesma (14x05)
- Jesús Olmedo como Diego Tejada Palomares (14x06)
- Ernesto Sevilla como Teodoro Rivas Latorre (14x06)
- Xavier Deltell como José Ignacio Rovira (14x06-14x08)
- Ángel Jodrá como Ramón Rivas (14x06)
- Jorge Asín como Marcial (14x06)
- Carlos Alcalde como Rosario Parrales (14x07-14x08)
- Belinda Washington como Elisa Nevado (14x07-14x08)

##### Con la colaboración especial de
- Paz Padilla como María Jesús «La Chusa» (14x02-14x03; 14x07-14x08).

#### Temporada 13
| Exteriores | Exteriores | | Interiores | Interiores |
| 3.º IZDA. | 3.º DCHA. | 3.º IZDA. | 3.º DCHA. |            |
| - Inma Pérez-Quirós como Noelia Balmaseda de Unzeta y Téllez-Girón.                                                                   | - Luis Merlo como Bruno Quiroga Linares. - Fernando Tejero como Fermín Trujillo López. - Esther Soto como Raluca Petrescu. | - Félix Gómez como Óscar Serra Nevado. | - Carlos Areces como Agustín Gordillo Caravaca. - Pablo Chiapella como Amador Rivas Latorre.                                            |            |
| 2.º IZDA. | 2.º DCHA. | 2.º IZDA. | 2.º DCHA. (Airbnb) |            |
| - Eva Isanta como Maite Figueroa Espinosa. - Álex Gadea como Alonso Martínez Valero.                                                  | - Laura Gómez-Lacueva como Greta Garmendia Pérez-Yuste. - Carlos Chamarro como Esteban Guijarro Sanjurjo. - Ainhoa Larrañaga como Julia Guijarro Garmendia.                                                                     | - Piso Vacío | - Macarena Gómez como María Dolores «Lola» Trujillo Pacheco (13x01-13x02; 13x04)                                                        |            |
| 1.º IZDA. | 1.º DCHA. | 1.º IZDA. | 1.º DCHA. |            |
| - Mamen García como Victoria Rafaela Balmaseda de Unzeta y Téllez-Girón. - Margarita Asquerino como Eulogia «Logi» Sarrión Alstosano. | - Loles León como María del Carmen «Menchu» Carrascosa Guerrero. - Miren Ibarguren como Yolanda «Yoli» Morcillo Carrascosa (13x01-13x04). - Petra Martínez como Josefina «Fina» Palomares Pizarro (13x05-13x08).                | - Ricardo Arroyo como Vicente Maroto Pinilla. - Helena Dueñas como Remedios Infante Camacho. | - Petra Martínez como Josefina «Fina» Palomares Pizarro.                                                                                |            |
| Local vacío | Cafebrería de Bruno | BAJO IZDA. | BAJO DCHA. |            |
| - Inma Pérez-Quirós como Noelia Balmaseda de Unzeta y Téllez-Girón (Casera).                                                          | - Mamen García como Victoria Rafaela Balmaseda de Unzeta y Téllez-Girón (Casera). - Luis Merlo como Bruno Quiroga Linares. - Fernando Tejero como Fermín Trujillo López. - Elisabeth Larena como Andrea «Andy» Quirón Pastrana. | - Laura Gómez-Lacueva como Greta Garmendia Pérez-Yuste (Casera). - Elisabeth Larena como Andrea «Andy» Quirón Pastrana. - Jaime Riba como Jorge «Giorgi» Verdugo Travieso. - Alex de la Croix como Karma. | - Jordi Sánchez como Antonio Recio Matamoros. - Nathalie Seseña como Berta Escobar Indiano. - Ana Frau como Pilar Indiano (hasta 13x07) |            |
| Portería | | | |            |
| - Nacho Guerreros como Jorge «Coque» Calatrava.                                                                                       | | | |            |

##### Abandonan la serie
- José Luis Gil como Enrique Pastor.
- Vanesa Romero como Raquel Villanueva.
- Cristina Medina como Angelines «Nines» Chacón Villanueva.
- Víctor Palmero como Alba María Recio Escobar.
- Paz Padilla como María Jesús «La Chusa».
- Ricardo Nkosi como Ongombo.
- Fernando Boza como Fernando «Nano» Rivas Figueroa.
- Rodrigo Espinar como Rodrigo Rivas Figueroa.
- Álvaro Giraldo  como Amador «Junior/Ojos de Pollo» Arias Figueroa.
- Darío Paso como José «Josito» Morcillo Carrascosa.
- Pepa Rus como Clara «Clarita» Gutiérrez Carrascosa.
- Macarena Gómez como María Dolores «Lola» Trujillo Pacheco (desde el 13x04)
- Miren Ibarguren como Yolanda Morcillo Carrascosa (desde el 13x05)

##### Se incorporan a la serie
- Carlos Chamarro como Esteban Guijarro Sanjurjo (desde el 13x03)
- Laura Gómez-Lacueva como Greta Garmendia Pérez-Yuste.
- Félix Gómez como Óscar Serra Nevado.
- Álex Gadea como Alonso Martínez Valero.
- Mamen García como Victoria Rafaela Balmaseda de Unzeta y Téllez-Girón.
- Inma Pérez-Quirós como Noelia Balmaseda de Unzeta y Téllez-Girón.
- Margarita Asquerino como Eulogia «Logi» Sarrión Alstosano.
- Ainhoa Larrañaga como Julia Guijarro Garmendia.
- Elisabeth Larena como Andrea «Andy» Quirón Pastrana.
- Jaime Riba como Jorge «Giorgi» Verdugo Travieso.
- Alex de la Croix como Karma.

##### Reparto episódico
- Esther Soto como Raluca Petrescu (13x01-13x05, 13x08).
- Carlos Vicente como Médico endocrino (13x01-13x03).
- Richard Collins-Moore como Friedrich (13x01).
- Helena Dueñas como Remedios Infante Camacho (13x01, 13x04-13x08).
- Katia Klein como Olivia (13x01).
- Walker Liu como Xiang Li (13x01 y 13x03).
- Antonio Ponce como Carmelito (13x02, 13x06).
- Carlos Alcalde como Rosario Parrales Montoya (13x03-13x04).
- Carlota Boza como Carlota Rivas Figueroa (13x03).
- Rodrigo Castillo como Kevin Jesús (13x03).
- Llorenç González como Manu (13x03).
- Arianna Vogelsang como Leidy, mujer de Parrales (13x03).
- Jordi Aguilar como Paco (13x04, 13x07-13x08).
- Itziar Castro como Manoli Prieto (13x04).
- Irene Barbero como Valentina (13x05-13x08).
- Paula Cancio como Inma (13x05-13x08).
- Manuel de Andrés como Chema (13x05).
- Alberto Iglesias como Adolfo Faustino (13x05, 13x08).
- Sabrina Praga como Sandra (13x05).
- Jordi Vilches como Chicho Amorós (13x07)
- Belinda Washington como Elisa Nevado (13x07).
- Fran Nortes como Padre Alejandro Ledesma. (13x08)

##### Con la colaboración especial de
- Ana Frau como Pilar Indiano (13x01-13x07).
- Antonio Duque como Modesto (13x01).
- María Castro como Cristina (13x02).

### Mirador de Montepinar

#### Temporada 12
| Ático A | | | Ático B |
| - Loles León como María del Carmen «Menchu» Carrascosa (desde 12x02, hasta 12x08 y desde 12x12) - Miren Ibarguren como Yolanda «Yoli» Morcillo Carrascosa - Darío Paso como Josito Morcillo Carrascosa (hasta 12x03) - Pepa Rus Clara Gutiérrez Carrascosa (desde el 12x13) | - Macarena Gómez como María Dolores «Lola» Trujillo Pacheco (hasta 12x05 y desde el 12x08) - Aitana Villacieros como Úrsula Maroto Trujillo - Fernando Tejero como Fermín Trujillo (desde el 12x05 hasta el 12x09) - Ricardo Arroyo como Vicente Maroto (desde 12x05 y hasta 12x08) | | |
| 2.º A | 2.º B | 2.º B | 2.º C |
| - Carlos Areces como Agustín Gordillo - Bárbara Grandío como Sonia (desde 12x07 hasta 12x09) | - Ricardo Arroyo como Vicente Maroto - Fernando Tejero como Fermín Trujillo (hasta 12x11) - Helena Dueñas como Remedios Infante (desde el 12x12) | - Ricardo Arroyo como Vicente Maroto - Fernando Tejero como Fermín Trujillo (hasta 12x11) - Helena Dueñas como Remedios Infante (desde el 12x12)                                                                                      | - Petra Martínez como Fina Palomares - Pablo Chiapella como Amador Rivas Latorre (12x01) - Loles León como María del Carmen «Menchu» Carrascosa (desde 12x08 hasta 12x12)                                                                 |
| 1.º A | 1.º B | 1.º B | 1.º C |
| - Vanessa Romero como Raquel Villanueva - Cristina Medina como Angelines «Nines» Chacón Villanueva | - Luis Merlo como Bruno Quiroga Linares (Casero) - Pepa Rus como Clara Gutiérrez (desde 12x03 hasta 12x13) - Pablo Chiapella como Amador Rivas Latorre (12x04) - Darío Paso como Josito Morcillo Carrascosa (hasta 12x04 hasta 12x10)                                               | - Luis Merlo como Bruno Quiroga Linares (Casero) - Pepa Rus como Clara Gutiérrez (desde 12x03 hasta 12x13) - Pablo Chiapella como Amador Rivas Latorre (12x04) - Darío Paso como Josito Morcillo Carrascosa (hasta 12x04 hasta 12x10) | - Jordi Sánchez como Antonio Recio - Nathalie Seseña como Berta Escobar - Víctor Palmero como Alba Recio (desde 12x03 hasta 12x08) - Fran Nortes como Padre Alejandro (hasta el 12x03) - Pepa Rus como Clara Gutiérrez Carrascosa (12x12) |
| Bajo A | | | Bajo B |
| - Eva Isanta como Maite Figueroa - Pablo Chiapella como Amador Rivas Latorre (hasta 12x01 desde 12x12) - Carlota Boza como Carlota Rivas Figueroa - Fernando Boza como Fernando «Nano» Rivas Figueroa - Rodrigo Espinar como Rodrigo Rivas Figueroa - Álvaro Giraldo como Amador Jr. Arias Figueroa - Paz Padilla como María Jesús «La Chusa» (hasta 12x14) - Esther Soto como Raluka Petresku (desde 12x14) - Miguel de Miguel como Adrián (desde 12x03 hasta 12x06) | - José Luis Gil como Enrique Pastor (hasta el 12x14) - Luis Merlo como Bruno Quiroga Linares | | |
| Trasteros | | | |
| - Pablo Chiapella como Amador Rivas Latorre (desde 12x04 hasta 12x08) | - Petra Martínez como Fina Palomares (Casera) - Ricardo Nkosi como Ongombo | - Petra Martínez como Fina Palomares (Casera) - Ricardo Nkosi como Ongombo | - Víctor Palmero como Alba Recio (desde 12x02 hasta 12x07) - Fran Nortes como Padre Alejandro Ledesma (desde 12x02 hasta 12x07) |
| Mariscos Recio | | El Templo Kundalini (hasta 12x11) | La Cueva de Coque (hasta 12x14) |
| - Jordi Sánchez como Antonio Recio (Copropietario) - Nacho Guerreros como Coque Calatrava (Copropietario) | - Eva Isanta como Maite Figueroa (Propietaria) - Darío Paso como Josito Morcillo Carrascosa (hasta 12x10) - Paz Padilla como María Jesús «La Chusa». - Esther Soto como Raluka Petresku (hasta 12x08)                                                                               | - Nacho Guerreros como Coque Calatrava (Propietario) - Petra Martínez como Fina Palomares | |
| Caravana | | | |
| - Nacho Guerreros como Jorge «Coque» Calatrava | | | |

##### Abandonan la serie
- Antonio Pagudo como Javier Maroto

##### Se incorporan a la serie
- Mónica Cruz como Irene (12x09-12x16)
- Silvia Casanova como Natividad Pinilla (12x04)
- Helena Dueñas como Remedios Infante (12x12-12x16)

##### Recurrentes
- Darío Paso como Josito Morcillo (12x01-12x10)
- Fran Nortés como Padre Alejandro Ledesma (12x01-12x09; 12x11-12x14; 12x16)
- Kira Miró como Rosana (12x01-12x06)
- Antonio Ponce como Carmelito (12x02)
- Esther Soto como Raluka Petrescu (12x02; 12x04; 12x06-12x16)
- Bárbara Grandío como Sonia (12x02-12x04; 12x06-12x07; 12x09-12x10)
- Miguel de Miguel como Adrián (12x02-12x06)
- Pepa Rus como Clara Gutiérrez (12x03-12x10; 12x12-12x15)
- Xavier Deltell como José Ignacio Rovira (12x06; 12x14)
- Daniel Muriel como Gabi (12x10)

#### Temporada 11
| Ático A | | | Ático B | Ático B |
| - Loles León como María del Carmen «Menchu» Carrascosa (hasta 11x10 y desde 11x16) - Miren Ibarguren como Yolanda «Yoli» Morcillo Carrascosa - Darío Paso como Josito Morcillo Carrascosa | - Macarena Gómez como María Dolores «Lola» Trujillo Pacheco - Antonio Pagudo como Javier Maroto Gutiérrez - Aitana Villacieros como Úrsula Maroto Trujillo - María Hervás como Martina (desde 11x08 y hasta 11x16) | | |         |
| 2.º A | 2.º B | 2.º B | 2.º C |         |
| - Anabel Alonso como Edurne Berrikaetxebarria Sagastume (Sin habitar) (Casera) - Pablo Chiapella como Amador Rivas (hasta 11x08) - Carlos Areces como Agustín Gordillo (desde 11x03) - Pepa Rus como Clara Gutiérrez (desde 11x06) | - Ricardo Arroyo como Vicente Maroto - Fernando Tejero como Fermín Trujillo | - Ricardo Arroyo como Vicente Maroto - Fernando Tejero como Fermín Trujillo                                           | - Petra Martínez como Fina Palomares                                                                                   |         |
| 1.º A | 1.º B | 1.º B | 1.º C |         |
| - Vanessa Romero como Raquel Villanueva - Cristina Medina como Angelines «Nines» Chacón Villanueva - Adam Gabriel Rodríguez como Antonio «Toñín» Recio Chacón - Eva Isanta como Maite Figueroa (hasta 11x10) | - Luis Merlo como Bruno Quiroga Linares | - Luis Merlo como Bruno Quiroga Linares                                                                               | - Jordi Sánchez como Antonio Recio - Nathalie Seseña como Berta Escobar - Víctor Palmero como Alba Recio (desde 11x07) |         |
| Bajo A | | | Bajo B |         |
| - Ernesto Sevilla como Teodoro Rivas Latorre - Carlota Boza como Carlota Rivas Figueroa (hasta 11x10) - Fernando Boza como Fernando «Nano» Rivas Figueroa (hasta 11x10) - Rodrigo Esñinar como Rodrigo Rivas Figueroa (hasta 11x10) - Álvaro Giraldo como Amador Jr. Arias Figueroa (hasta 11x10) - Paz Padilla como María Jesús «La Chusa» - Pablo Chiapella como Amador Rivas Latorre (desde 11x08) - Norma Ruiz como Bárbara (desde 11x09) - Eva Isanta como Maite Figueroa (desde 11x10) | - José Luis Gil como Enrique Pastor - Víctor Palmero como Alba Recio (hasta 10x06) - Nacho Guerreros como Jorge «Coque» Calatrava (hasta 11x04)                                                                    | | |         |
| Mariscos Recio | | El Templo Kundalini (desde 11x08)                                                                                     | El Rinconciti de Alba (hasta 11x06)                                                                                    |         |
| - Jordi Sánchez como Antonio Recio (Copropietario) - Nathalie Seseña como Berta Escobar (Copripietaria) (hasta 11x03) - Nacho Guerreros como Coque Calatrava (Copropietario) (desde 11x03) | - Eva Isanta como Maite Figueroa (Propietaria) - Darío Paso como Josito Morcillo Carrascosa - Paz Padilla como María Jesús «La Chusa»                                                                              | - José Luis Gil como Enrique Pastor (Propietario) (hasta 11x06) - Víctor Palmero como Alba Recio (hasta 11x06)        | |         |
| - Jordi Sánchez como Antonio Recio (Copropietario) - Nathalie Seseña como Berta Escobar (Copripietaria) (hasta 11x03) - Nacho Guerreros como Coque Calatrava (Copropietario) (desde 11x03) | - Eva Isanta como Maite Figueroa (Propietaria) - Darío Paso como Josito Morcillo Carrascosa - Paz Padilla como María Jesús «La Chusa»                                                                              | La Cueva de Coque (desde 11x07)                                                                                       | |         |
| - Jordi Sánchez como Antonio Recio (Copropietario) - Nathalie Seseña como Berta Escobar (Copripietaria) (hasta 11x03) - Nacho Guerreros como Coque Calatrava (Copropietario) (desde 11x03) | - Eva Isanta como Maite Figueroa (Propietaria) - Darío Paso como Josito Morcillo Carrascosa - Paz Padilla como María Jesús «La Chusa»                                                                              | - Nacho Guerreros como Coque Calatrava (Propietario) (desde 11x07) - Petra Martínez como Fina Palomares (desde 11x11) | |         |
| Caravana | | | |         |
| - Nacho Guerreros como Jorge «Coque» Calatrava (desde 11x04) | | | |         |

##### Se incorpora a la serie
- Carlos Areces como Agustín Gordillo
- Norma Ruiz como Bárbara
- María Hervás como Martina
- Fran Nortes como Padre Alejandro
- Kira Miró como Rosanna
- Bárbara Grandio como Sonia

#### Temporada 10
| Ático A | | | Ático B | Ático B |
| - Loles León como María del Carmen «Menchu» Carrascosa - Miren Ibarguren como Yolanda «Yoli» Morcillo Carrascosa - Fernando Tejero como Fermín Trujillo (hasta 10x09)                                                                                                   | - Macarena Gómez como María Dolores «Lola» Trujillo Pacheco - Antonio Pagudo como Javier Maroto Gutiérrez - Aitana Villacieros como Úrsula Maroto Trujillo.                                          | | |         |
| 2.º A | 2.º B | 2.º B | 2.º C |         |
| - Pablo Chiapella como Amador Rivas Figueroa - Ernesto Sevilla como Teodoro Rivas Latorre | - Ricardo Arroyo como Vicente Maroto - Fernando Tejero como Fermín Trujillo (desde 10x10) | - Ricardo Arroyo como Vicente Maroto - Fernando Tejero como Fermín Trujillo (desde 10x10)                                                                                                | - Petra Martínez como Fina Palomares |         |
| 1.º A | 1.º B | 1.º B | 1.º C |         |
| - Vanessa Romero como Raquel Villanueva - Cristina Medina como Angelines «Nines» Chacón Villanueva | - Luis Merlo como Bruno Quiroga Linares | - Luis Merlo como Bruno Quiroga Linares | - Jordi Sánchez como Antonio Recio (desde 10x09) - Nathalie Seseña como Berta Escobar - Víctor Palmero como Alba Recio (dasta 10x09) - Ricardo Nkosi como Ongombo (desde 10x09) - Lina Gorbaneva como Katiuska (desde 10x11) - Zywila Pietrzak como Lyudmila (10x11-10x13) |         |
| Bajo A | | | Bajo B |         |
| - Eva Isanta como Maite Figueroa - Carlota Boza como Carlota Rivas Figueroa - Fernando Boza como Fernando «Nano» Rivas Figueroa - Rodrigo Esñinar como Rodrigo Rivas Figueroa - Álvaro Giraldo como Amador Jr. Arias Figueroa - Paz Padilla como María Jesús «La Chusa» | - José Luis Gil como Enrique Pastor - Jordi Sánchez como Antonio Recio (hasta 10x09) - Nacho Guerreros como Jorge «Coque» Calatrava - Víctor Palmero como Alba Recio (desde 10x09)                   | | |         |
| Mariscos Recio | | La Madriguera de Antonio (10x07) | Max & Henry (hasta 10x05) |         |
| - Jordi Sánchez como Antonio Recio (Copropietario) - Nathalie Seseña como Berta Escobar (Copripietaria) - Fernando Tejero como Fermín Trujillo (desde 10x09 y hasta 10x10) - Ricardo Nkosi como Ongombo (desde 10x10)                                                   | - Jordi Sánchez como Antonio Recio (Propietario) - Macarena Gómez como María Dolores «Lola» Trujillo Pacheco - Kika Lorace como Superlativa (desde 10x07) - Nacho Embid como Esdrújula (desde 10x07) | - José Luis Gil como Enrique Pastor (Propietario) - Fernando Tejero como Fermín Trujillo (hasta 10x05) - Cristina Medina como Angelines «Nines» Chacón Villanueva (hasta 10x05)          | |         |
| - Jordi Sánchez como Antonio Recio (Copropietario) - Nathalie Seseña como Berta Escobar (Copripietaria) - Fernando Tejero como Fermín Trujillo (desde 10x09 y hasta 10x10) - Ricardo Nkosi como Ongombo (desde 10x10)                                                   | - Jordi Sánchez como Antonio Recio (Propietario) - Macarena Gómez como María Dolores «Lola» Trujillo Pacheco - Kika Lorace como Superlativa (desde 10x07) - Nacho Embid como Esdrújula (desde 10x07) | El Rinconciti de Alba (desde 10x07) | |         |
| - Jordi Sánchez como Antonio Recio (Copropietario) - Nathalie Seseña como Berta Escobar (Copripietaria) - Fernando Tejero como Fermín Trujillo (desde 10x09 y hasta 10x10) - Ricardo Nkosi como Ongombo (desde 10x10)                                                   | - Jordi Sánchez como Antonio Recio (Propietario) - Macarena Gómez como María Dolores «Lola» Trujillo Pacheco - Kika Lorace como Superlativa (desde 10x07) - Nacho Embid como Esdrújula (desde 10x07) | - José Luis Gil como Enrique Pastor (Propietario) - Víctor Palmero como Alba Recio (desde 10x07) - Kika Lorace como Superlativa (desde 10x07) - Nacho Embid como Esdrújula (desde 10x07) | |         |

##### Abandona la serie
- Cristina Castaño como Judith Becker

##### Se incorpora a la serie
- Ricardo Nkosi como Ongombo (desde 10x09)
- Kika Lorace  como Superlativa (10x06-10x09; 10x11-10x13)
- Nacho Embid  como Esdrújula (10x06-10x09; 10x11-10x13)
- Norma Ruiz como Bárbara (10x11)
- Lina Gorbaneva como Katyuska (10x11-10x13)
- Zywila Pietrzak como Lyudmila (10x11-10x13)
- Bárbara Grandío como Sonia (10x11)
- Daniel Muriel como Gabriel (10x12)
- Juanma Cifuentes como Rogelio Rivas Latorre (10x12)
- Pepa Rus como Clara Gutiérrez (10x04-10x05; 10x11; 10x13)
- Carlos Areces como Patricio Requena (10x09-10x10)

##### Recurrentes
- Aitana Villacieros como Úrsula Maroto Trujillo
- Carlota Boza como Carlota Rivas Figueroa
- Fernando Boza como Fernando «Nano» Rivas Figueroa
- Rodrigo Espinar como Rodrigo Rivas Figueroa
- Álvaro Giraldo   como Amador Jr. Arias Figueroa
- Pepa Rus como Clara Gutiérrez Carrascosa
- Darío Paso como José «Josito» Morcillo Carrascosa

#### Temporada 9
| Ático A | | Ático B |
| - Cristina Castaño como Judith Becker (hasta 9x15) - Miren Ibarguren como Yolanda «Yoli» Morcillo Carrascosa (desde 9x19) - Loles León como María del Carmen «Menchu» Carrascosa Guerrero (desde 9x19) | - Macarena Gómez como María Dolores «Lola» Trujillo Pacheco - Antonio Pagudo como Javier Maroto Gutiérrez - Aitana Villacieros como Úrsula Maroto Trujillo.                                                       | |
| 2.º A | 2.º B | 2.º C |
| - Pablo Chiapella como Amador Rivas Figueroa (desde 9x03) (Casero) - Ernesto Sevilla como Teodoro Rivas Latorre (desde 9x03 y hasta 9x09) - Víctor Palmero como Alba Recio (desde 9x03 y hasta 9x09) - Miren Ibarguren como Yolanda «Yoli» Morcillo Carrascosa (desde 9x09 y hasta 9x14) - Loles León como María del Carmen Carrascosa «Menchu» (desde 9x13)                                                                           | - Ricardo Arroyo como Vicente Maroto - Fernando Tejero como Fermín Trujillo (desde 9x02) | - Petra Martínez como Fina Palomares - Jesús Olmedo como Diego Tejada Palomares (9x19) |
| 1.º A | 1.º B | 1.º C |
| - Vanessa Romero como Raquel Villanueva - Cristina Medina como Angelines «Nines» Chacón Villanueva - Adam Gabriel Rodríguez como Antonio «Toñín» Recio Chacón - Nacho Guerreros como Jorge «Coque» Calatrava | - Luis Merlo como Bruno Quiroga Linares (desde 9x09) | - Jordi Sánchez como Antonio Recio - Nathalie Seseña como Berta Escobar - Víctor Palmero como Alba Recio (hasta 9x03 y desde 9x09) - Ernesto Sevilla como Teodoro Rivas Latorre (desde 9x09) |
| Bajo A | | Bajo B |
| - Pablo Chiapella como Amador Rivas Figueroa (hasta 9x02) - Eva Isanta como Maite Figueroa - Carlota Boza como Carlota Rivas Figueroa (desde 9x06) - Fernando Boza como Fernando «Nano» Rivas Figueroa (desde 9x06) - Rodrigo Espinar como Rodrigo Rivas Figueroa (desde 9x06) - Álvaro Giraldo como Amador Jr. Arias Figueroa (desde 9x06) - Paz Padilla como María Jesús «La Chusa» - William Miller como Héctor Adieta (desde 9x12) | - José Luis Gil como Enrique Pastor - Isabel Ordaz como Araceli Madariaga - Loles León como María del Carmen «Menchu» Carrascosa Guerrero (9x19) - Miren Ibarguren como Yolanda «Yoli» Morcillo Carrascosa (9x19) | |
| Mariscos Recio | Max & Henry | |
| - Jordi Sánchez como Antonio Recio (Copropietario) - Nathalie Seseña como Berta Escobar (Copripietaria) - Ernesto Sevilla como Teodoro Rivas Latorre (desde 9x04) | - José Luis Gil como Enrique Pastor (Propietario) - Fernando Tejero como Fermín Trujillo - Cristina Medina como Angelines «Nines» Chacón Villanueva                                                               | |

##### Abandona la serie
- Luis Miguel Seguí como Leonardo Romaní
- María Adánez como Rebeca Ortiz

##### Se incorpora a la serie
- Paz Padilla como María Jesús «La Chusa»
- Ernesto Sevilla como Teodoro Rivas Latorre (desde 9x02)
- Miren Ibarguren como Yolanda «Yoli» Morcillo Carrascosa (desde 9x09)
- Luis Merlo como Bruno Quiroga Linares (desde 9x09)
- Loles León como María del Carmen Carrascosa «Menchu» (desde 9x13)
- William Miller como Héctor (desde 9x12 y 9x18)
- Darío Paso como Josito (9x16; 9x18)

##### Recurrentes
- Carlota Boza como Carlota Rivas Figueroa (desde el 9x06)
- Fernando Boza como Fernando «Nano» Rivas Figueroa (desde el 9x06)
- Rodrigo Espinar como Rodrigo Rivas Figueroa (desde el 9x06)
- Álvaro Giraldo  como Amador Jr. Arias Figueroa (desde el 9x06)

#### Temporada 8
| Ático A | | Ático B |
| - Cristina Castaño como Judith Becker (Casera) - María Adánez como Rebeca Ortiz | - Macarena Gómez como María Dolores «Lola» Trujillo Pacheco (desde 8x02) - Antonio Pagudo como Javier Maroto Gutiérrez - Fernando Tejero como Fermín Trujillo - Aitana Villacieros como Úrsula Maroto Trujillo. | |
| 2.º A | 2.º B | 2.º C |
| - Anabel Alonso como Edurne Berrikaetxebarria Sagastume (Sin habitar) | - Ricardo Arroyo como Vicente Maroto | - Petra Martínez como Fina Palomares                                                                                  |
| 1.º A | 1.º B | 1.º C |
| - Vanessa Romero como Raquel Villanueva - Cristina Medina como Angelines «Nines» Chacón Villanueva - Adam Gabriel Rodríguez como Antonio «Toñín» Recio Chacón - Nacho Guerreros como Jorge «Coque» Calatrava - Eva Isanta como Maite Figueroa | - Luis Miguel Seguí como Leonardo «Leo» Romaní | - Jordi Sánchez como Antonio Recio - Nathalie Seseña como Berta Escobar - Víctor Palmero como Alba Recio (desde 8x16) |
| Bajo A | | Bajo B |
| - Fernando Tejero como Fermín Trujillo (Casero) - Paz Padilla como María Jesús «La Chusa» (desde 8x11) | - José Luis Gil como Enrique Pastor - Verónica Forqué como María Teresa Sáenz de Tejada (8x09-8x10; 8x15-8x16) - Isabel Ordaz como Araceli Madariaga (desde 8x15)                                               | |
| Mariscos Recio | Max & Henry | |
| - Jordi Sánchez como Antonio Recio (Copripietario) - Nathalie Seseña como Berta Escobar (Copripietaria) | - José Luis Gil como Enrique Pastor (Propietario) - Fernando Tejero como Fermín Trujillo - Cristina Medina como Angelines «Nines» Chacón Villanueva                                                             | |
| Caravana | | |
| - Nacho Guerreros como Jorge «Coque» Calatrava (Casero) - Pablo Chiapella como Amador Rivas | | |

##### Abandona la serie
- Silvia Abril como Violeta Recio
- Silvia Alonso como Patricia

##### Se incorpora a la serie
- Petra Martínez como Josefina «Fina» Palomares Pizarro
- Víctor Palmero como Alba Recio (desde 8x16)
- Silvia Alonso como Patricia

##### Se reincorpora a la serie
- Antonia San Juan como Francisca «Paca» Pacheco «Estela Reynolds»

#### Temporada 7
| Ático A | | Ático B |
| - Cristina Castaño como Judith Becker (Casera) (desde 7x08) - María Adánez como Rebeca Ortiz | - Macarena Gómez como María Dolores «Lola» Trujillo Pacheco (hasta 7x10) - Antonio Pagudo como Javier Maroto Gutiérrez - Fernando Tejero como Fermín Trujillo (hasta 7x03) - Antonia San Juan como Francisca «Paca» Pacheco «Estela Reynolds» (hasta 7x03) - Aitana Villacieros como Úrsula Maroto Trujillo | |
| 2.º A | 2.º B | 2.º C |
| - Anabel Alonso como Edurne Berrikaetxebarria Sagastume (Sin habitar) (desde 7x06) - Pablo Chiapella como Amador Rivas (Okupa) (hasta 7x06) - Eva Isanta como Maite Figueroa (Okupa) (hasta 7x06) - Álvaro Giraldo como Amador «Junior» Rivas Figueroa «Ojos de Pollo» (Okupa) (hasta 7x06) | - Ricardo Arroyo como Vicente Maroto | - Propiedad del banco |
| 1.º A | 1.º B | 1.º C |
| - Jordi Sánchez como Antonio Recio (Casero) (hasta 7x06) - Vanessa Romero como Raquel Villanueva (desde 7x05) - Cristina Medina como Angelines «Nines» Chacón Villanueva - Adam Gabriel Rodríguez como Antonio «Toñín» Recio Chacón                                                         | - Luis Miguel Seguí como Leonardo «Leo» Romaní | - Jordi Sánchez como Antonio Recio (hasta 7x03) - Nathalie Seseña como Berta Escobar - Isabel Ordaz como Araceli Madariaga (desde 7x03 y hasta 7x07) |
| Bajo A | | Bajo B |
| - Fernando Tejero como Fermín Trujillo (desde 7x03) - Antonia San Juan como Francisca «Paca» Pacheco «Estela Reynolds» (desde 7x03) | - José Luis Gil como Enrique Pastor - Isabel Ordaz como Araceli Madariaga (hasta 7x03) - Jordi Sánchez como Antonio Recio (desde 7x03 y hasta 7x12) - Silvia Abril como Violeta Recio (desde 7x07 y hasta 7x12)                                                                                             | |
| Mariscos Recio | Max & Henry | |
| - Jordi Sánchez como Antonio Recio (Copropietario) - Silvia Abril como Violeta Recio (desde 7x07) - Nathalie Seseña como Berta Escobar (Copripietaria) (desde 7x13) | - José Luis Gil como Enrique Pastor (Propietario) - Fernando Tejero como Fermín Trujillo (desde 7x04) - Cristina Medina como Angelines «Nines» Chacón Villanueva (desde 7x02) | |
| Caravana | | |
| - Nacho Guerreros como Jorge «Coque» Calatrava (hasta 7x13) | | |

##### Abandona la serie
- Adrià Collado como Sergio Arias
- Eduardo Gómez como Máximo «Maxi» Angulo

##### Se incorpora a la serie
- María Adánez como Rebeca Ortiz

##### Se reincorpora a la serie
- Silvia Abril como Violeta Recio (desde 7x07)

#### Temporada 6
| Ático A | | Ático B |
| - Cristina Castaño como Judith Becker - José Luis Gil como Enrique Pastor | - Macarena Gómez como María Dolores «Lola» Trujillo Pacheco - Antonio Pagudo como Javier Maroto Gutiérrez (desde 6x11) - Fernando Tejero como Fermín Trujillo (desde 6x11) - Antonia San Juan como Francisca «Paca» Pacheco «Estela Reynolds» (desde 6x13) | |
| 2.º A | 2.º B | 2.º C |
| - Mariví Bilbao como Izaskun Sagastume (hasta 6x06) | - Ricardo Arroyo como Vicente Maroto - Antonio Pagudo como Javier Maroto Gutiérrez (hasta 6x11) | - ¿? como Germán Palomares (sin habitar) (Propiedad del banco desde 6x06)                                              |
| 1.º A | 1.º B | 1.º C |
| - Jordi Sánchez como Antonio Recio (Casero) - Vanessa Romero como Raquel Villanueva - Cristina Medina como Angelines «Nines» Chacón Villanueva - Adam Gabriel Rodríguez como Antonio «Toñín» Recio Chacón - Silvia Abril como Violeta Recio (desde 6x08 y hasta 6x10) - Adrià Collado como Sergio Arias (desde 6x10 y hasta 6x13)                  | - Luis Miguel Seguí como Leonardo «Leo» Romaní | - Jordi Sánchez como Antonio Recio - Nathalie Seseña como Berta Escobar - Silvia Abril como Violeta Recio (desde 6x10) |
| Bajo A | | Bajo B |
| - Pablo Chiapella como Amador Rivas - Eva Isanta como Maite Figueroa - Carlota Boza como Carlota Rivas Figueroa - Fernando Boza como Fernando «Nano» Rivas Figueroa - Rodrigo Espinar como Rodrigo Rivas Figueroa - Álvaro Giraldo como Amador «Junior» Rivas Figueroa «Ojos de Pollo» - Adrià Collado como Sergio Arias (desde 6x06 y hasta 6x10) | - Isabel Ordaz como Araceli Madariaga (hasta 6x10 y desde 6x12) - Eduardo García como Francisco Javier «Fran» Pastor Madariaga (hasta 6x10) - Eduardo Gómez como Máximo «Maxi» Angulo                                                                      | |
| Mariscos Recio | Max & Henry | |
| - Jordi Sánchez como Antonio Recio (Propietario) - Carlos Alcalde como Rosario Parrales - Nacho Guerreros como Jorge «Coque» Calatrava - Silvia Abril como Violeta Recio (desde 6x08) | - José Luis Gil como Enrique Pastor (Propietario) - Eduardo Gómez como Máximo «Maxi» Angulo | |
| Caravana | | |
| - Nacho Guerreros como Jorge «Coque» Calatrava | | |

##### Abandona la serie
- Amparo Valle como Justiniana «Justi» Latorre
- María Casal como Reyes Ballesteros
- Eduardo García como Francisco Javier «Fran» Pastor Madariaga (hasta 6x10)

##### Se incorpora a la serie
- Silvia Abril como Violeta Recio (desde 6x08)
- Fernando Tejero como Fermín Trujillo (desde 6x11)

##### Se reincorpora a la serie
- Macarena Gómez como María Dolores «Lola» Trujillo Pacheco
- Adrià Collado como Sergio Arias (desde 6x06)
- Antonia San Juan como Francisca «Paca» Pacheco «Estela Reynolds» (6x13)

#### Temporada 5
| Ático A | | Ático B |
| - Cristina Castaño como Judith Becker | - Antonio Pagudo como Javier Maroto Gutiérrez - Ricardo Arroyo como Vicente Maroto                                                           | |
| 2.º A | 2.º B | 2.º C |
| - Mariví Bilbao como Izaskun Sagastume | - Ricardo Arroyo como Vicente Maroto (Casero) - Isabel Ordaz como Araceli Madariaga - María Casal como Reyes Ballesteros                     | - ¿? como Germán Palomares (sin habitar) - Nathalie Seseña como Berta Escobar (desde 5x05)                                                            |
| 1.º A | 1.º B | 1.º C |
| - Jordi Sánchez como Antonio Recio (Casero) - Vanessa Romero como Raquel Villanueva - Cristina Medina como Angelines «Nines» Chacón Villanueva - Adam Gabriel Rodríguez como Antonio «Toñín» Recio Chacón - Eva Isanta como Maite Figueroa (hasta 5x13) | - Luis Miguel Seguí como Leonardo «Leo» Romaní                                                                                               | - Jordi Sánchez como Antonio Recio (desde 5x04) - Nathalie Seseña como Berta Escobar (hasta 5x04) - Carlos Alcalde como Rosario Parrales (hasta 5x04) |
| Bajo A | | Bajo B |
| - Amparo Valle como Justiniana «Justi» Latorre - Pablo Chiapella como Amador Rivas (hasta 5x13) - Eva Isanta como Maite Figueroa (desde 5x13) - Carlota Boza como Carlota Rivas Figueroa - Fernando Boza como Fernando «Nano» Rivas Figueroa - Rodrigo Espinar como Rodrigo Rivas Figueroa - Álvaro Giraldo como Amador «Junior» Rivas Figueroa «Ojos de Pollo» | - José Luis Gil como Enrique Pastor - Eduardo García como Francisco Javier «Fran» Pastor Madariaga - Eduardo Gómez como Máximo «Maxi» Angulo | |
| Mariscos Recio | Max & Henry | |
| - Jordi Sánchez como Antonio Recio (Propietario) - Carlos Alcalde como Rosario Parrales - Nacho Guerreros como Jorge «Coque» Calatrava | - José Luis Gil como Enrique Pastor (Propietario) - Eduardo Gómez como Máximo «Maxi» Angulo                                                  | |
| Caravana | | |
| - Nacho Guerreros como Jorge «Coque» Calatrava - Jordi Sánchez como Antonio Recio (hasta 5x04) | | |

##### Abandona la serie
- Beatriz Carvajal como Gregoria «Goya» Gutiérrez
- Gemma Cuervo como María Teresa «Mari Tere» Valverde
- Macarena Gómez como María Dolores «Lola» Trujillo Pacheco
- Antonia San Juan como Francisca «Paca» Pacheco «Estela Reynolds»

##### Se incorpora a la serie
- María Casal como Reyes Ballesteros
- Amparo Valle como Justiniana «Justi» Latorre

##### Se reincorpora a la serie
- Isabel Ordaz como Araceli Madariaga

#### Temporada 4
| Ático A | | Ático B |
| - Cristina Castaño como Judith Becker - Vanesa Romero como Raquel Villanueva (4x12) - Cristina Medina Angelines "Nines" Chacón (4x12) | - Antonio Pagudo como Javier Maroto Gutiérrez - Macarena Gómez como María Dolores «Lola» Trujillo Pacheco - Antonia San Juan como Francisca «Paca» Pacheco «Estela Reynolds»           | |
| 2.º A | 2.º B | 2.º C |
| - Mariví Bilbao como Izaskun Sagastume - Gemma Cuervo como María Teresa «Mari Tere» Valverde | - Ricardo Arroyo como Vicente Maroto - Beatriz Carvajal como Gregoria «Goya» Gutiérrez                                                                                                 | - ¿? como Germán Palomares (sin habitar)                                                                                    |
| 1.º A | 1.º B | 1.º C |
| - Jordi Sánchez como Antonio Recio (Casero) - Vanessa Romero como Raquel Villanueva - Cristina Medina como Angelines «Nines» Chacón Villanueva - Adam Gabriel Rodríguez como Antonio «Toñín» Recio Chacón                                          | - Luis Miguel Seguí como Leonardo «Leo» Romaní - Pablo Chiapella como Amador Rivas | - Jordi Sánchez como Antonio Recio - Nathalie Seseña como Berta Escobar - Carlos Alcalde como Rosario Parrales (desde 4x09) |
| Bajo A | | Bajo B |
| - Eva Isanta como Maite Figueroa - Carlota Boza como Carlota Rivas Figueroa - Fernando Boza como Fernando «Nano» Rivas Figueroa - Rodrigo Espinar como Rodrigo Rivas Figueroa - Álvaro Giraldo como Amador «Junior» Rivas Figueroa «Ojos de Pollo» | - José Luis Gil como Enrique Pastor - Eduardo García como Francisco Javier «Fran» Pastor Madariaga - Eduardo Gómez como Máximo «Maxi» Angulo - Jordi Sánchez como Antonio Recio (4x12) | |
| Local Vacío | Max & Henry | |
| | - José Luis Gil como Enrique Pastor (Propietario) - Eduardo Gómez como Máximo «Maxi» Angulo                                                                                            | |
| Caravana | | |
| - Nacho Guerreros como Jorge «Coque» Calatrava | | |

##### Abandona la serie
- José Lamuño como Hugo García (hasta 3x04)

##### Se incorporan a la serie
- Carlos Alcalde como Rosario Parrales (desde 4x04)

#### Temporada 3
| Ático A | | Ático B |
| - Cristina Castaño como Judith Becker - José Burgos como José Ramón (3x14) - Cristina Medina como Angelines «Nines» Chacón Villanueva (3x14) | - Antonio Pagudo como Javier Maroto Gutiérrez (3x01-3x10;3x12-3x14) - Macarena Gómez como María Dolores «Lola» Trujillo Pacheco (3x01-3x08;3x10;3x12-3x14) - Antonia San Juan como Francisca «Paca» Pacheco «Estela Reynolds» - Julio Vélez como Tony (3x12)                                                                       | |
| 2.º A | 2.º B | 2.º C |
| - Pablo Chiapella como Amador Rivas (hasta 3x06) - Eva Isanta como Maite Figueroa (hasta 3x06) - Carlota Boza como Carlota Rivas Figueroa (hasta 3x06) - Fernando Boza como Fernando «Nano» Rivas Figueroa (hasta 3x06) - Rodrigo Espinar como Rodrigo Rivas Figueroa (hasta 3x06) - Álvaro Giraldo como Amador «Junior» Rivas Figueroa «Ojos de Pollo» (hasta 3x06) - Mariví Bilbao como Izaskun Sagastume (desde 3x06) - Gemma Cuervo como María Teresa «Mari Tere» Valverde (desde 3x06)                                                                                                  | - Ricardo Arroyo como Vicente Maroto - Beatriz Carvajal como Gregoria «Goya» Gutiérrez | - ¿? como Germán Palomares (sin habitar) - Raúl Cano como Luis Ángel (3x05) - Vicente Romero como Carlos Carcaño (3x07) - Pablo Chiapella como Amador Rivas Latorre (3x10)                                                                    |
| 1.º A | 1.º B | 1.º C |
| - Jordi Sánchez como Antonio Recio (Casero) - Vanessa Romero como Raquel Villanueva - Cristina Medina como Angelines «Nines» Chacón Villanueva - Javier Rey como Manu (3x14) | - Luis Miguel Seguí como Leonardo «Leo» Romaní - Pablo Chiapella como Amador Rivas (desde 3x12) | - Jordi Sánchez como Antonio Recio - Nathalie Seseña como Berta Escobar - Sergi Ruiz como Álvaro Recio Escobar (3x06) - Ayoub El Hilali como Hakim (3x06) - Carlos Larrañaga como Eugenio Escobar (3x08) - Ana Frau como Pilar Indiano (3x08) |
| Bajo A | | Bajo B |
| - Mariví Bilbao como Izaskun Sagastume (hasta 3x06) - Gemma Cuervo como María Teresa «Mari Tere» Valverde (hasta 3x06) - Pablo Chiapella como Amador Rivas (desde 3x06 hasta 3x08) - Eva Isanta como Maite Figueroa (desde 3x06) - Carlota Boza como Carlota Rivas Figueroa (desde 3x06) - Fernando Boza como Fernando «Nano» Rivas Figueroa (desde 3x06) - Rodrigo Espinar como Rodrigo Rivas Figueroa (desde 3x06) - Álvaro Giraldo como Amador «Junior» Rivas Figueroa «Ojos de Pollo» (desde 3x06) - Fernando Gil como Víctor (desde 3x13 hasta 3x14) - Ileana Wilson como Gladys (3x13) | - José Luis Gil como Enrique Pastor - Eduardo García como Francisco Javier «Fran» Pastor Madariaga - Eduardo Gómez como Máximo «Maxi» Angulo - Antonia San Juan como Francisca «Paca» Pacheco «Estela Reynolds» (3x07) - Pablo Chiapella como Amador Rivas Latorre (3x10-3x11) - Jordi Sánchez como Antonio Recio Matamoros (3x13) | |
| Local Vacío | Max & Henry | |
| | - José Luis Gil como Enrique Pastor (Propietario) - Eduardo Gómez como Máximo «Maxi» Angulo | |
| Caravana | | |
| - Nacho Guerreros como Jorge «Coque» Calatrava | | |

##### Abandonan la serie
- Guillermo Ortega como Joaquín Arias
- Adrià Collado como Sergio Arias
- Elio González como Eric Cortés
- Manuel Andrés como Julián Pastor
- Fabio Arcidiácono como Fabio Sabatini
- Sofía Nieto como Sandra Espinosa

##### Se incorporan a la serie
- Cristina Castaño como Judith Becker
- Antonia San Juan como Francisca «Paca» Pacheco «Estela Reynolds»
- José Lamuño como Hugo Álvarez
- Fernando Gil como Víctor (desde 3x12 hasta 3x14)

#### Temporada 2
| Ático A | | Ático B |
| - Adrià Collado como Sergio Arias - Guillermo Ortega como Joaquín Arias | - Antonio Pagudo como Javier Maroto Gutiérrez - Macarena Gómez como María Dolores «Lola» Trujillo Pacheco                                                                                       | |
| 2.º A | 2.º B | 2.º C |
| - Pablo Chiapella como Amador Rivas (hasta 2x10 y desde 2x13) - Eva Isanta como Maite Figueroa - Carlota Boza como Carlota Rivas Figueroa - Fernando Boza como Fernando «Nano» Rivas Figueroa - Rodrigo Espinar como Rodrigo Rivas Figueroa                                   | - Ricardo Arroyo como Vicente Maroto - Beatriz Carvajal como Gregoria «Goya» Gutiérrez | - ¿? como Germán Palomares |
| 1.º A | 1.º B | 1.º C |
| - Jordi Sánchez como Antonio Recio (Casero) - Roberto San Martín como Silvio Ramírez (hasta 2x03) - Vanessa Romero como Raquel Villanueva (desde 2x03) - Cristina Medina como Angelines «Nines» Chacón Villanueva (desde 2x04) - Mónica Pérez como Blanca Neruda (desde 2x04) | - Luis Miguel Seguí como Leonardo «Leo» Romaní - Pablo Chiapella como Amador Rivas (2x10-2x13) - Natalia Hernández como Patu (2x13)                                                             | - Jordi Sánchez como Antonio Recio - Nathalie Seseña como Berta Escobar - Vanessa Romero como Raquel Villanueva (2x02) - Silvia Abril como Violeta Recio (2x09) - Sergi Ruiz como Álvaro Recio Escobar (2x10) - Andrew Iduh como Kevin (2x10) |
| Bajo A | | Bajo B |
| - Mariví Bilbao como Izaskun Sagastume - Gemma Cuervo como María Teresa «Mari Tere» Valverde | - José Luis Gil como Enrique Pastor - Eduardo García como Francisco Javier «Fran» Pastor Madariaga - Manuel Andrés como Julián Pastor (hasta 2x04 y desde 2x10)                                 | |
| Constructora (hasta 2x13) | Peluquería Araceli Madariaga (hasta 2x02) | |
| - Elio González como Eric Cortés (hasta 2x13) - Vanessa Romero como Raquel Villanueva (hasta 2x13) - Guillermo Ortega como Joaquín Arias (hasta 2x01) | - Isabel Ordaz como Araceli Madariaga (Propietaria) - Fabio Arcidiácono como Fabio Sabatini - Sofía Nieto como Sandra Espinosa                                                                  | |
| - Elio González como Eric Cortés (hasta 2x13) - Vanessa Romero como Raquel Villanueva (hasta 2x13) - Guillermo Ortega como Joaquín Arias (hasta 2x01) | Max & Henry (desde 2x03) | |
| - Elio González como Eric Cortés (hasta 2x13) - Vanessa Romero como Raquel Villanueva (hasta 2x13) - Guillermo Ortega como Joaquín Arias (hasta 2x01) | - José Luis Gil como Enrique Pastor (Propietario) - Eduardo Gómez como Máximo «Maxi» Angulo - Sofía Nieto como Sandra Espinosa - Roberto San Martín como Silvio Ramírez (desde 2x03 hasta 2x05) | |
| Caravana | | |
| - Nacho Guerreros como Jorge «Coque» Calatrava - Eduardo Gómez como Máximo «Maxi» Angulo | | |

##### Abandonan la serie
- Malena Alterio como Cristina Aguilera
- Isabel Ordaz como Araceli Madariaga
- Emma Penella como Rosario «Charo» de la Vega
- Roberto San Martín como Silvio Ramírez (desde 2x02 hasta 2x05)

##### Se incorporan a la serie
- Cristina Medina como Angelines «Nines» Chacón Villanueva (desde 2x04)
- Mónica Pérez como Blanca Neruda (desde 2x04)

#### Temporada 1
| Ático A | | Ático B |
| - Adrià Collado como Sergio Arias - Guillermo Ortega como Joaquín Arias (desde 1x02) - Vanessa Romero como Raquel Villanueva (1x13)                                                                               | - Antonio Pagudo como Javier Maroto Gutiérrez - Macarena Gómez como María Dolores «Lola» Trujillo Pacheco (hasta 1x10) | |
| 2.º A | 2.º B | 2.º C |
| - Pablo Chiapella como Amador Rivas - Eva Isanta como Maite Figueroa - Carlota Boza como Carlota Rivas Figueroa - Fernando Boza como Fernando «Nano» Rivas Figueroa - Rodrigo Espinar como Rodrigo Rivas Figueroa | - Ricardo Arroyo como Vicente Maroto - Beatriz Carvajal como Gregoria «Goya» Gutiérrez | - ¿? como Germán Palomares                                                                                                   |
| 1.º A | 1.º B | 1.º C |
| - Jordi Sánchez como Antonio Recio (Casero) - Malena Alterio como Cristina Aguilera - Roberto San Martín como Silvio Ramírez - Cook como Camilo                                                                   | - Luis Miguel Seguí como Leonardo «Leo» Romaní | - Jordi Sánchez como Antonio Recio - Nathalie Seseña como Berta Escobar - Eduardo Espinilla como Álvaro Recio Escobar (1x04) |
| Bajo A (Piso Piloto) | | Bajo B |
| - Mariví Bilbao como Izaskun Sagastume (Okupa) - Gemma Cuervo como María Teresa «Mari Tere» Valverde (Okupa) | - José Luis Gil como Enrique Pastor - Isabel Ordaz como Araceli Madariaga - Eduardo García como Francisco Javier «Fran» Pastor Madariaga - Emma Penella como Rosario «Charo» de la Vega (hasta 1x11) - Manuel Andrés como Julián Pastor (desde 1x10) | |
| Constructora | Peluquería Araceli Madariaga | |
| - Guillermo Ortega como Joaquín Arias - Elio González como Eric Cortés - Vanessa Romero como Raquel Villanueva | - Isabel Ordaz como Araceli Madariaga (Propietaria) - Fabio Arcidiácono como Fabio Sabatini - Sofía Nieto como Sandra Espinosa | |
| Caravana | | |
| - Nacho Guerreros como Jorge «Coque» Calatrava - Eduardo Gómez como Máximo «Maxi» Angulo | | |

## Reparto

### Reparto principal
| Personaje                                           | Interpretado por...     | Temporada | Temporada | Temporada | Temporada | Temporada | Temporada | Temporada | Temporada | Temporada | Temporada | Temporada | Temporada | Temporada | Temporada | Temporada | Temporada | Capítulos |
| Personaje                                           | Interpretado por...     | 1         | 2         | 3         | 4         | 5         | 6         | 7         | 8         | 9         | 10        | 11        | 12        | 13        | 14        | 15        | 16        | Capítulos |
| --------------------------------------------------- | ----------------------- | --------- | --------- | --------- | --------- | --------- | --------- | --------- | --------- | --------- | --------- | --------- | --------- | --------- | --------- | --------- | --------- | --------- |
| Violeta Recio Matamoros                             | Silvia Abril            |           |           |           |           |           |           |           |           |           |           |           |           |           |           |           |           | 17        |
| Rebeca Ortiz Sotomayor                              | María Adánez            |           |           |           |           |           |           |           |           |           |           |           |           |           |           |           |           | 37        |
| Cristina «Cris» Aguilera                            | Malena Alterio          |           |           |           |           |           |           |           |           |           |           |           |           |           |           |           |           | 14        |
| Julián Pastor                                       | Manuel Andrés (†)       |           |           |           |           |           |           |           |           |           |           |           |           |           |           |           |           | 15        |
| Fabio Sabatini                                      | Fabio Arcidiácono       |           |           |           |           |           |           |           |           |           |           |           |           |           |           |           |           | 14        |
| Agustín Gordillo Caravaca                           | Carlos Areces           |           |           |           |           |           |           |           |           |           |           |           |           |           |           |           |           | 51        |
| Patricio Requena                                    | Carlos Areces           |           |           |           |           |           |           |           |           |           |           |           |           |           |           |           |           | 2         |
| Juan José «Juanjo» Soler                            | Carlos Areces           |           |           |           |           |           |           |           |           |           |           |           |           |           |           |           |           | 1         |
| Cristina García San Román                           | Ana Arias               |           |           |           |           |           |           |           |           |           |           |           |           |           |           |           |           | 16        |
| Vicente Maroto Pinilla                              | Ricardo Arroyo          |           |           |           |           |           |           |           |           |           |           |           |           |           |           |           |           | 184       |
| Eulogia «Logi» Sarrión Alstosano                    | Margarita Asquerino     |           |           |           |           |           |           |           |           |           |           |           |           |           |           |           |           | 24        |
| Izaskun Sagastume                                   | Mariví Bilbao (†)       |           |           |           |           |           |           |           |           |           |           |           |           |           |           |           |           | 71        |
| Ingrid Bécker                                       | Paola Bontempi          |           |           |           |           |           |           |           |           |           |           |           |           |           |           |           |           | 11        |
| Carlota Rivas Figueroa                              | Carlota Boza            |           |           |           |           |           |           |           |           |           |           |           |           |           |           |           |           | 120       |
| Fernando «Nano» Rivas Figueroa                      | Fernando Boza           |           |           |           |           |           |           |           |           |           |           |           |           |           |           |           |           | 113       |
| Gregoria «Goya» Gutiérrez                           | Beatriz Carvajal        |           |           |           |           |           |           |           |           |           |           |           |           |           |           |           |           | 54        |
| Reyes Ballesteros Roca                              | María Casal             |           |           |           |           |           |           |           |           |           |           |           |           |           |           |           |           | 13        |
| Judith Bécker Hernández                             | Cristina Castaño        |           |           |           |           |           |           |           |           |           |           |           |           |           |           |           |           | 90        |
| Esteban Guijarro Sanjurjo                           | Carlos Chamarro         |           |           |           |           |           |           |           |           |           |           |           |           |           |           |           |           | 22        |
| Amador Rivas Latorre                                | Pablo Chiapella         |           |           |           |           |           |           |           |           |           |           |           |           |           |           |           |           | 192       |
| Sergio Arias Fernández                              | Adrià Collado           |           |           |           |           |           |           |           |           |           |           |           |           |           |           |           |           | 39        |
| Karma                                               | Alex de la Croix        |           |           |           |           |           |           |           |           |           |           |           |           |           |           |           |           | 20        |
| María Teresa «Mari Tere» Valverde                   | Gemma Cuervo            |           |           |           |           |           |           |           |           |           |           |           |           |           |           |           |           | 50        |
| Rodrigo Rivas Figueroa                              | Rodrigo Espinar         |           |           |           |           |           |           |           |           |           |           |           |           |           |           |           |           | 110       |
| Álvaro / Alba Recio Escobar                         | Eduardo Espinilla       |           |           |           |           |           |           |           |           |           |           |           |           |           |           |           |           | 1         |
| Álvaro / Alba Recio Escobar                         | Víctor Palmero          |           |           |           |           |           |           |           |           |           |           |           |           |           |           |           |           | 61        |
| Álvaro / Alba Recio Escobar                         | Sergi Ruiz              |           |           |           |           |           |           |           |           |           |           |           |           |           |           |           |           | 2         |
| Alonso Martínez Valero                              | Álex Gadea              |           |           |           |           |           |           |           |           |           |           |           |           |           |           |           |           | 13        |
| Francisco Javier «Fran» Pastor Madariaga            | Eduardo García          |           |           |           |           |           |           |           |           |           |           |           |           |           |           |           |           | 77        |
| Pitonisa Morgana                                    | Mamen García            |           |           |           |           |           |           |           |           |           |           |           |           |           |           |           |           | 2         |
| Victoria Rafaela Balmaseda de Unzeta y Téllez-Girón | Mamen García            |           |           |           |           |           |           |           |           |           |           |           |           |           |           |           |           | 24        |
| Enrique Pastor                                      | José Luis Gil           |           |           |           |           |           |           |           |           |           |           |           |           |           |           |           |           | 170       |
| Máximo «Maxi» Angulo                                | Eduardo Gómez (†)       |           |           |           |           |           |           |           |           |           |           |           |           |           |           |           |           | 80        |
| Óscar Serra Nevado                                  | Félix Gómez             |           |           |           |           |           |           |           |           |           |           |           |           |           |           |           |           | 24        |
| Greta Garmendia Pérez-Yuste                         | Laura Gómez-Lacueva (†) |           |           |           |           |           |           |           |           |           |           |           |           |           |           |           |           | 8         |
| Greta Garmendia Pérez-Yuste                         | Rocío Marín             |           |           |           |           |           |           |           |           |           |           |           |           |           |           |           |           | 16        |
| Agente de la guardia civil                          | Rocío Marín             |           |           |           |           |           |           |           |           |           |           |           |           |           |           |           |           | 1         |
| María Dolores «Lola» Trujillo Pacheco               | Macarena Gómez          |           |           |           |           |           |           |           |           |           |           |           |           |           |           |           |           | 169       |
| Eric Cortés                                         | Elio González           |           |           |           |           |           |           |           |           |           |           |           |           |           |           |           |           | 28        |
| Jorge «Coque» Calatrava                             | Nacho Guerreros         |           |           |           |           |           |           |           |           |           |           |           |           |           |           |           |           | 194       |
| Yolanda «Yoli» Morcillo Carrascosa                  | Miren Ibarguren         |           |           |           |           |           |           |           |           |           |           |           |           |           |           |           |           | 73        |
| Maite Figueroa Espinosa                             | Eva Isanta              |           |           |           |           |           |           |           |           |           |           |           |           |           |           |           |           | 191       |
| Andrea «Andy» Quirón Pastrana                       | Elisabeth Larena        |           |           |           |           |           |           |           |           |           |           |           |           |           |           |           |           | 24        |
| Julia Guijarro Garmendia                            | Ainhoa Larrañaga        |           |           |           |           |           |           |           |           |           |           |           |           |           |           |           |           | 20        |
| María del Carmen «Menchu» Carrascosa Guerrero       | Loles León              |           |           |           |           |           |           |           |           |           |           |           |           |           |           |           |           | 70        |
| Josefina «Fina» Palomares Pizarro                   | Petra Martínez          |           |           |           |           |           |           |           |           |           |           |           |           |           |           |           |           | 100       |
| Angelines «Nines» Chacón Villanueva                 | Cristina Medina         |           |           |           |           |           |           |           |           |           |           |           |           |           |           |           |           | 150       |
| Bruno Quiroga Linares                               | Luis Merlo              |           |           |           |           |           |           |           |           |           |           |           |           |           |           |           |           | 77        |
| Sandra Espinosa                                     | Sofía Nieto             |           |           |           |           |           |           |           |           |           |           |           |           |           |           |           |           | 25        |
| Ongombo                                             | Ricardo Nkosi           |           |           |           |           |           |           |           |           |           |           |           |           |           |           |           |           | 33        |
| Araceli Madariaga de la Vega                        | Isabel Ordaz            |           |           |           |           |           |           |           |           |           |           |           |           |           |           |           |           | 56        |
| Joaquín Arias Fernández                             | Guillermo Ortega        |           |           |           |           |           |           |           |           |           |           |           |           |           |           |           |           | 28        |
| María Jesús «La Chusa»                              | Paz Padilla             |           |           |           |           |           |           |           |           |           |           |           |           |           |           |           |           | 77        |
| Paz Padilla                                         | Paz Padilla             |           |           |           |           |           |           |           |           |           |           |           |           |           |           |           |           | 3         |
| Javier «Javi» Maroto Gutiérrez                      | Antonio Pagudo          |           |           |           |           |           |           |           |           |           |           |           |           |           |           |           |           | 151       |
| Martín Segurola Garralda                            | Raúl Peña               |           |           |           |           |           |           |           |           |           |           |           |           |           |           |           |           | 16        |
| Rosario «Charo» de la Vega                          | Emma Penella (†)        |           |           |           |           |           |           |           |           |           |           |           |           |           |           |           |           | 10        |
| Noelia Federica Balmaseda de Unzeta y Téllez-Girón  | Inma Pérez-Quirós       |           |           |           |           |           |           |           |           |           |           |           |           |           |           |           |           | 18        |
| Jorge «Giorgi» Verdugo Travieso                     | Jaime Riba              |           |           |           |           |           |           |           |           |           |           |           |           |           |           |           |           | 14        |
| Raquel Villanueva                                   | Vanesa Romero           |           |           |           |           |           |           |           |           |           |           |           |           |           |           |           |           | 162       |
| Francisca «Paca» Pacheco «Estela Reynolds»          | Antonia San Juan        |           |           |           |           |           |           |           |           |           |           |           |           |           |           |           |           | 40        |
| Silvio Ramírez                                      | Roberto San Martín      |           |           |           |           |           |           |           |           |           |           |           |           |           |           |           |           | 17        |
| Antonio Recio Matamoros                             | Jordi Sánchez           |           |           |           |           |           |           |           |           |           |           |           |           |           |           |           |           | 194       |
| Alberto                                             | Luis Miguel Seguí       |           |           |           |           |           |           |           |           |           |           |           |           |           |           |           |           | 1         |
| Leonardo «Leo» Romaní                               | Luis Miguel Seguí       |           |           |           |           |           |           |           |           |           |           |           |           |           |           |           |           | 108       |
| Berta Escobar Indiano                               | Nathalie Seseña         |           |           |           |           |           |           |           |           |           |           |           |           |           |           |           |           | 194       |
| Teodoro Rivas Latorre                               | Ernesto Sevilla         |           |           |           |           |           |           |           |           |           |           |           |           |           |           |           |           | 48        |
| Fermín Trujillo López                               | Fernando Tejero         |           |           |           |           |           |           |           |           |           |           |           |           |           |           |           |           | 111       |
| Justiniana «Justi» Latorre                          | Amparo Valle (†)        |           |           |           |           |           |           |           |           |           |           |           |           |           |           |           |           | 15        |

### Reparto secundario
| Personaje                                      | Interpretado por...       | Temporada | Temporada | Temporada | Temporada | Temporada | Temporada | Temporada | Temporada | Temporada | Temporada | Temporada | Temporada | Temporada | Temporada | Temporada | Temporada | Capítulos |
| Personaje                                      | Interpretado por...       | 1         | 2         | 3         | 4         | 5         | 6         | 7         | 8         | 9         | 10        | 11        | 12        | 13        | 14        | 15        | 16        | Capítulos |
| ---------------------------------------------- | ------------------------- | --------- | --------- | --------- | --------- | --------- | --------- | --------- | --------- | --------- | --------- | --------- | --------- | --------- | --------- | --------- | --------- | --------- |
| Francisco «Paco» Fuentes                       | Jordi Aguilar             |           |           |           |           |           |           |           |           |           |           |           |           |           |           |           |           | 17        |
| Rosario Parrales Montoya                       | Carlos Alcalde            |           |           |           |           |           |           |           |           |           |           |           |           |           |           |           |           | 33        |
| Gloria                                         | Ana Álvarez               |           |           |           |           |           |           |           |           |           |           |           |           |           |           |           |           | 6         |
| Patricia «Patri»                               | Silvia Alonso             |           |           |           |           |           |           |           |           |           |           |           |           |           |           |           |           | 10        |
| Doctora Iturriaga                              | Beatriz Argüello          |           |           |           |           |           |           |           |           |           |           |           |           |           |           |           |           | 6         |
| Valentina                                      | Irene Barbero             |           |           |           |           |           |           |           |           |           |           |           |           |           |           |           |           | 4         |
| Inma                                           | Paula Cancio              |           |           |           |           |           |           |           |           |           |           |           |           |           |           |           |           | 4         |
| Walter Daniel                                  | Rubén Castro Ilizaliturri |           |           |           |           |           |           |           |           |           |           |           |           |           |           |           |           | 5         |
| Irene                                          | Mónica Cruz               |           |           |           |           |           |           |           |           |           |           |           |           |           |           |           |           | 8         |
| Adrián                                         | Miguel de Miguel          |           |           |           |           |           |           |           |           |           |           |           |           |           |           |           |           | 7         |
| José Ignacio Rovira                            | Xavier Deltell            |           |           |           |           |           |           |           |           |           |           |           |           |           |           |           |           | 18        |
| Miguel                                         | Carlos Manuel Díaz        |           |           |           |           |           |           |           |           |           |           |           |           |           |           |           |           | 5         |
| Bibiana                                        | Dolly                     |           |           |           |           |           |           |           |           |           |           |           |           |           |           |           |           | 15        |
| Remedios Infante                               | Helena Dueñas             |           |           |           |           |           |           |           |           |           |           |           |           |           |           |           |           | 16        |
| Esdrújula                                      | Nacho Embid               |           |           |           |           |           |           |           |           |           |           |           |           |           |           |           |           | 8         |
| Tránsito                                       | Matilde Fluixá            |           |           |           |           |           |           |           |           |           |           |           |           |           |           |           |           | 17        |
| María Teresa Sáenz de Tejada                   | Verónica Forqué (†)       |           |           |           |           |           |           |           |           |           |           |           |           |           |           |           |           | 7         |
| Pilar Indiano                                  | Ana Frau                  |           |           |           |           |           |           |           |           |           |           |           |           |           |           |           |           | 13        |
| Cucaracha                                      | Emilio Gavira             |           |           |           |           |           |           |           |           |           |           |           |           |           |           |           |           | 9         |
| Víctor                                         | Fernando Gil              |           |           |           |           |           |           |           |           |           |           |           |           |           |           |           |           | 3         |
| Amador «Junior» Rivas Figueroa «Ojos de Pollo» | Álvaro Giraldo            |           |           |           |           |           |           |           |           |           |           |           |           |           |           |           |           | 53        |
| Katyuska                                       | Lina Gorbaneva            |           |           |           |           |           |           |           |           |           |           |           |           |           |           |           |           | 3         |
| Sonia                                          | Bárbara Grandío           |           |           |           |           |           |           |           |           |           |           |           |           |           |           |           |           | 12        |
| José Luis San Cristóbal                        | Pep Guinyol (†)           |           |           |           |           |           |           |           |           |           |           |           |           |           |           |           |           | 7         |
| Patu                                           | Natalia Hernández         |           |           |           |           |           |           |           |           |           |           |           |           |           |           |           |           | 10        |
| Martina                                        | María Hervás              |           |           |           |           |           |           |           |           |           |           |           |           |           |           |           |           | 7         |
| Hugo García                                    | José Lamuño               |           |           |           |           |           |           |           |           |           |           |           |           |           |           |           |           | 5         |
| Xiang Li                                       | Walker Liu                |           |           |           |           |           |           |           |           |           |           |           |           |           |           |           |           | 12        |
| Superlativa                                    | Kika Lorace               |           |           |           |           |           |           |           |           |           |           |           |           |           |           |           |           | 9         |
| Juan Antonio Valbuena                          | Toni Martínez             |           |           |           |           |           |           |           |           |           |           |           |           |           |           |           |           | 8         |
| Héctor Adieta                                  | William Miller            |           |           |           |           |           |           |           |           |           |           |           |           |           |           |           |           | 7         |
| Rosana                                         | Kira Miró                 |           |           |           |           |           |           |           |           |           |           |           |           |           |           |           |           | 7         |
| Sandra                                         | María Molins              |           |           |           |           |           |           |           |           |           |           |           |           |           |           |           |           | 9         |
| Miguel                                         | Isidro Montalvo           |           |           |           |           |           |           |           |           |           |           |           |           |           |           |           |           | 13        |
| Antonio «Toñín» Recio Chacón                   | Adrián Muñoz              |           |           |           |           |           |           |           |           |           |           |           |           |           |           |           |           | 6         |
| Antonio «Toñín» Recio Chacón                   | Adam Gabriel Rodríguez    |           |           |           |           |           |           |           |           |           |           |           |           |           |           |           |           | ¿?        |
| Antonio «Toñín» Recio Chacón                   | Adam Souinta              |           |           |           |           |           |           |           |           |           |           |           |           |           |           |           |           | 21        |
| Gabriel «Gabi»                                 | Daniel Muriel             |           |           |           |           |           |           |           |           |           |           |           |           |           |           |           |           | 6         |
| Ramón Linares                                  | Andrés Navarro            |           |           |           |           |           |           |           |           |           |           |           |           |           |           |           |           | 4         |
| Padre Alejandro Ledesma                        | Fran Nortes               |           |           |           |           |           |           |           |           |           |           |           |           |           |           |           |           | 46        |
| Diego Tejada Palomares                         | Jesús Olmedo              |           |           |           |           |           |           |           |           |           |           |           |           |           |           |           |           | 10        |
| Gustavo Requena                                | Miguel Ortiz              |           |           |           |           |           |           |           |           |           |           |           |           |           |           |           |           | 5         |
| José «Josito» Morcillo Carrascosa              | Darío Paso                |           |           |           |           |           |           |           |           |           |           |           |           |           |           |           |           | 26        |
| Dafne                                          | Laura Pamplona            |           |           |           |           |           |           |           |           |           |           |           |           |           |           |           |           | 3         |
| Blanca Neruda                                  | Mónica Pérez              |           |           |           |           |           |           |           |           |           |           |           |           |           |           |           |           | 10        |
| Matilde                                        | Pilar Pintre              |           |           |           |           |           |           |           |           |           |           |           |           |           |           |           |           | 10        |
| Carmelito                                      | Antonio Ponce             |           |           |           |           |           |           |           |           |           |           |           |           |           |           |           |           | 20        |
| Pedrito                                        | Pablo Posada Ávalos       |           |           |           |           |           |           |           |           |           |           |           |           |           |           |           |           | 19        |
| Cecilio                                        | Tomás Pozzi               |           |           |           |           |           |           |           |           |           |           |           |           |           |           |           |           | 7         |
| Santiago «Santi» Casariego Bordiú              | Pablo Puyol               |           |           |           |           |           |           |           |           |           |           |           |           |           |           |           |           | 3         |
| Cristóbal López Garrido                        | Miguel Rellán             |           |           |           |           |           |           |           |           |           |           |           |           |           |           |           |           | 9         |
| Germán Palomares «El Moroso»                   | Nicolás Romero            |           |           |           |           |           |           |           |           |           |           |           |           |           |           |           |           | 3         |
| Sor Pepita                                     | María Alfonsa Rosso       |           |           |           |           |           |           |           |           |           |           |           |           |           |           |           |           | 7         |
| Tomás                                          | Ángel Ruiz                |           |           |           |           |           |           |           |           |           |           |           |           |           |           |           |           | 7         |
| Bárbara                                        | Norma Ruiz                |           |           |           |           |           |           |           |           |           |           |           |           |           |           |           |           | 8         |
| Clara «Clarita» Gutiérrez Carrascosa           | Pepa Rus                  |           |           |           |           |           |           |           |           |           |           |           |           |           |           |           |           | 23        |
| Dylan Becker Pastor                            | Romeo Serrano             |           |           |           |           |           |           |           |           |           |           |           |           |           |           |           |           | 19        |
| Matthew Edwards                                | Jimmy Shaw                |           |           |           |           |           |           |           |           |           |           |           |           |           |           |           |           | 5         |
| Raluca Petrescu                                | Esther Soto               |           |           |           |           |           |           |           |           |           |           |           |           |           |           |           |           | 32        |
| Úrsula Maroto Trujillo                         | Aitana Villacieros        |           |           |           |           |           |           |           |           |           |           |           |           |           |           |           |           | 50        |
| Óscar                                          | Peter Vives               |           |           |           |           |           |           |           |           |           |           |           |           |           |           |           |           | 4         |

     Reparto principal.

     Reparto recurrente.

     Reparto invitado.

### Reparto episódico
| Personaje                                  | Interpretado por...     | Temporada | Temporada | Temporada | Temporada | Temporada | Temporada | Temporada | Temporada | Temporada | Temporada | Temporada | Temporada | Temporada | Temporada | Temporada |
| Personaje                                  | Interpretado por...     | 1         | 2         | 3         | 4         | 5         | 6         | 7         | 8         | 9         | 10        | 11        | 12        | 13        | 14        | 15        |
| ------------------------------------------ | ----------------------- | --------- | --------- | --------- | --------- | --------- | --------- | --------- | --------- | --------- | --------- | --------- | --------- | --------- | --------- | --------- |
| Edurne Gerrika-Etxebarría Sagastume        | Anabel Alonso           |           |           |           |           |           |           |           |           |           |           |           |           |           |           |           |
| Andy y Lucas                               |                         |           |           |           |           |           |           |           |           |           |           |           |           |           |           |           |
| Ainhoa                                     | Itziar Atienza          |           |           |           |           |           |           |           |           |           |           |           |           |           |           |           |
| Gonzalo                                    | Eloy Azorín             |           |           |           |           |           |           |           |           |           |           |           |           |           |           |           |
| Marisa                                     | Carmen Balagué          |           |           |           |           |           |           |           |           |           |           |           |           |           |           |           |
| Marcelina                                  | Asunción Balaguer (†)   |           |           |           |           |           |           |           |           |           |           |           |           |           |           |           |
| Lourdes                                    | Lourdes Bartolomé       |           |           |           |           |           |           |           |           |           |           |           |           |           |           |           |
| María del Carmen López Giménez             | María Bazán             |           |           |           |           |           |           |           |           |           |           |           |           |           |           |           |
| Quinqui                                    | Andrés Berlanga         |           |           |           |           |           |           |           |           |           |           |           |           |           |           |           |
| Yola Berrocal                              |                         |           |           |           |           |           |           |           |           |           |           |           |           |           |           |           |
| Iván Bautista «el Terrible»                | Mighello Blanco         |           |           |           |           |           |           |           |           |           |           |           |           |           |           |           |
| Bimba Bosé (†)                             |                         |           |           |           |           |           |           |           |           |           |           |           |           |           |           |           |
| Michel Gallego                             | Joel Bosqued            |           |           |           |           |           |           |           |           |           |           |           |           |           |           |           |
| Ministro de Exteriores de México           | Jorge Bosso             |           |           |           |           |           |           |           |           |           |           |           |           |           |           |           |
| Luis Ángel                                 | Raúl Cano               |           |           |           |           |           |           |           |           |           |           |           |           |           |           |           |
| María José Cantudo                         |                         |           |           |           |           |           |           |           |           |           |           |           |           |           |           |           |
| Andrés Caparrós                            |                         |           |           |           |           |           |           |           |           |           |           |           |           |           |           |           |
| Juanito el Filósofo                        | Pepe Carabias           |           |           |           |           |           |           |           |           |           |           |           |           |           |           |           |
| Nicolás Monzón                             | Pablo Carbonell         |           |           |           |           |           |           |           |           |           |           |           |           |           |           |           |
| Emilia Palenque                            | Silvia Casanova         |           |           |           |           |           |           |           |           |           |           |           |           |           |           |           |
| Natividad Pinilla                          | Silvia Casanova         |           |           |           |           |           |           |           |           |           |           |           |           |           |           |           |
| Yaya                                       | Silvia Casanova         |           |           |           |           |           |           |           |           |           |           |           |           |           |           |           |
| Marcial                                    | Jesús Castejón          |           |           |           |           |           |           |           |           |           |           |           |           |           |           |           |
| Manoli Prieto                              | Itziar Castro (†)       |           |           |           |           |           |           |           |           |           |           |           |           |           |           |           |
| Cristina                                   | María Castro            |           |           |           |           |           |           |           |           |           |           |           |           |           |           |           |
| Clemencia                                  | Pilar Castro            |           |           |           |           |           |           |           |           |           |           |           |           |           |           |           |
| María José «Mariajo» Rivas                 | Mónica Cervera          |           |           |           |           |           |           |           |           |           |           |           |           |           |           |           |
| Luz Marina Parrales «Mamacita»             | Nicacia Chahuara        |           |           |           |           |           |           |           |           |           |           |           |           |           |           |           |
| Traductora                                 | Huichi Chiu             |           |           |           |           |           |           |           |           |           |           |           |           |           |           |           |
| Rogelio Rivas                              | Juanma Cifuentes        |           |           |           |           |           |           |           |           |           |           |           |           |           |           |           |
| Esperanza                                  | Vicente Colomar         |           |           |           |           |           |           |           |           |           |           |           |           |           |           |           |
| Fidel Morcillo                             | Fernando Conde          |           |           |           |           |           |           |           |           |           |           |           |           |           |           |           |
| Mercedes                                   | Juana Cordero           |           |           |           |           |           |           |           |           |           |           |           |           |           |           |           |
| Begoña Espinosa                            | Mariana Cordero         |           |           |           |           |           |           |           |           |           |           |           |           |           |           |           |
| Manolo                                     | Juanjo Cucalón          |           |           |           |           |           |           |           |           |           |           |           |           |           |           |           |
| David Delfín (†)                           |                         |           |           |           |           |           |           |           |           |           |           |           |           |           |           |           |
| Marisa Romero                              | Rossy de Palma          |           |           |           |           |           |           |           |           |           |           |           |           |           |           |           |
| Pelayo Díaz                                |                         |           |           |           |           |           |           |           |           |           |           |           |           |           |           |           |
| Modesto                                    | Antonio Duque           |           |           |           |           |           |           |           |           |           |           |           |           |           |           |           |
| Megan Simons                               | Alyson Eckmann          |           |           |           |           |           |           |           |           |           |           |           |           |           |           |           |
| Rafaela Arizmendi                          | Esperanza Elipe         |           |           |           |           |           |           |           |           |           |           |           |           |           |           |           |
| Fernando Esteso                            |                         |           |           |           |           |           |           |           |           |           |           |           |           |           |           |           |
| Pipi Estrada                               |                         |           |           |           |           |           |           |           |           |           |           |           |           |           |           |           |
| Covadonga                                  | Bibiana Fernández       |           |           |           |           |           |           |           |           |           |           |           |           |           |           |           |
| Gabi Fernández                             |                         |           |           |           |           |           |           |           |           |           |           |           |           |           |           |           |
| Reportera                                  | Marta Flich             |           |           |           |           |           |           |           |           |           |           |           |           |           |           |           |
| Carmen Villanueva                          | Lolita Flores           |           |           |           |           |           |           |           |           |           |           |           |           |           |           |           |
| Jorge Crespo                               | Nacho Fresneda          |           |           |           |           |           |           |           |           |           |           |           |           |           |           |           |
| Luz Palacios                               | Elia Galera             |           |           |           |           |           |           |           |           |           |           |           |           |           |           |           |
| Nadia                                      | Edurne                  |           |           |           |           |           |           |           |           |           |           |           |           |           |           |           |
| Psicoterapeuta de Maite                    | Alaska                  |           |           |           |           |           |           |           |           |           |           |           |           |           |           |           |
| Arsacio                                    | Vicente Gil             |           |           |           |           |           |           |           |           |           |           |           |           |           |           |           |
| Fulgencio                                  | Vicente Gil             |           |           |           |           |           |           |           |           |           |           |           |           |           |           |           |
| María José «Mariajo» Soler                 | Laura Gómez-Lacueva (†) |           |           |           |           |           |           |           |           |           |           |           |           |           |           |           |
| Trevor Simmons                             | Alex Hafner             |           |           |           |           |           |           |           |           |           |           |           |           |           |           |           |
| Marta «Gigi» Diamond                       | Carla Hidalgo           |           |           |           |           |           |           |           |           |           |           |           |           |           |           |           |
| César                                      | Roberto Hoyas           |           |           |           |           |           |           |           |           |           |           |           |           |           |           |           |
| José María «Garrapata»                     | Benito Jimézen          |           |           |           |           |           |           |           |           |           |           |           |           |           |           |           |
| Cándido Quintanila Palenque                | Ángel Jodrá             |           |           |           |           |           |           |           |           |           |           |           |           |           |           |           |
| Manolo                                     | Ángel Jodrá             |           |           |           |           |           |           |           |           |           |           |           |           |           |           |           |
| Ramón Rivas                                | Ángel Jodrá             |           |           |           |           |           |           |           |           |           |           |           |           |           |           |           |
| Alfonso Alberola                           | Joaquín Kremel          |           |           |           |           |           |           |           |           |           |           |           |           |           |           |           |
| Eduardo Pastor                             | Balbino Lacosta         |           |           |           |           |           |           |           |           |           |           |           |           |           |           |           |
| Miguel Ángel Mellado                       | Javier Lago             |           |           |           |           |           |           |           |           |           |           |           |           |           |           |           |
| Paco                                       | Juanma Lara             |           |           |           |           |           |           |           |           |           |           |           |           |           |           |           |
| Eugenio Escobar                            | Carlos Larrañaga (†)    |           |           |           |           |           |           |           |           |           |           |           |           |           |           |           |
| Ignacio Peralta                            | Luis Larrodera          |           |           |           |           |           |           |           |           |           |           |           |           |           |           |           |
| Camarero / DJ                              | Wally López             |           |           |           |           |           |           |           |           |           |           |           |           |           |           |           |
| Ferrán Barreiros                           | Luis Lorenzo Crespo     |           |           |           |           |           |           |           |           |           |           |           |           |           |           |           |
| Antonio Jesús Vicente Frascuas «el Ovejas» | Javier Losán            |           |           |           |           |           |           |           |           |           |           |           |           |           |           |           |
| Técnico del gas                            | Javier Losán            |           |           |           |           |           |           |           |           |           |           |           |           |           |           |           |
| Agustín                                    | Paul Loustau (†)        |           |           |           |           |           |           |           |           |           |           |           |           |           |           |           |
| Sonsoles Díaz                              | Kiti Mánver             |           |           |           |           |           |           |           |           |           |           |           |           |           |           |           |
| Javier Aguayo                              | Max Marieges            |           |           |           |           |           |           |           |           |           |           |           |           |           |           |           |
| Mari Carmen y sus muñecos (†)              |                         |           |           |           |           |           |           |           |           |           |           |           |           |           |           |           |
| Sr. Carceller                              | Santiago Meléndez (†)   |           |           |           |           |           |           |           |           |           |           |           |           |           |           |           |
| Manolo                                     | Emilio Mencheta         |           |           |           |           |           |           |           |           |           |           |           |           |           |           |           |
| Estrella Pacheco                           | Magüí Mira              |           |           |           |           |           |           |           |           |           |           |           |           |           |           |           |
| Gervasio Chacón                            | Manuel Morón            |           |           |           |           |           |           |           |           |           |           |           |           |           |           |           |
| David Muñoz                                |                         |           |           |           |           |           |           |           |           |           |           |           |           |           |           |           |
| Amelia Linares                             | Gloria Muñoz            |           |           |           |           |           |           |           |           |           |           |           |           |           |           |           |
| Guillermo Alcázar                          | Sergio Mur              |           |           |           |           |           |           |           |           |           |           |           |           |           |           |           |
| Lupe Juárez                                | Úrsula Murayama         |           |           |           |           |           |           |           |           |           |           |           |           |           |           |           |
| Marta                                      | Lidia Navarro           |           |           |           |           |           |           |           |           |           |           |           |           |           |           |           |
| Juanfran Gallego                           | Pepón Nieto             |           |           |           |           |           |           |           |           |           |           |           |           |           |           |           |
| Celia                                      | Ruth Núñez              |           |           |           |           |           |           |           |           |           |           |           |           |           |           |           |
| Indignado 15-M                             | Jaime Ordóñez           |           |           |           |           |           |           |           |           |           |           |           |           |           |           |           |
| Doctora Capdevila                          | Ana Otero               |           |           |           |           |           |           |           |           |           |           |           |           |           |           |           |
| Doña Eulalia                               | Amparo Pamplona         |           |           |           |           |           |           |           |           |           |           |           |           |           |           |           |
| José Manuel Parada                         |                         |           |           |           |           |           |           |           |           |           |           |           |           |           |           |           |
| José Luis Sanz                             | Marc Parejo             |           |           |           |           |           |           |           |           |           |           |           |           |           |           |           |
| Flora                                      | Cristina Pedroche       |           |           |           |           |           |           |           |           |           |           |           |           |           |           |           |
| Jueza                                      | Francesca Piñón         |           |           |           |           |           |           |           |           |           |           |           |           |           |           |           |
| Eloísa Carbonell                           | Marisa Porcel (†)       |           |           |           |           |           |           |           |           |           |           |           |           |           |           |           |
| Señora del avión                           | Marta Puig              |           |           |           |           |           |           |           |           |           |           |           |           |           |           |           |
| Jonathan                                   | Octavi Pujades          |           |           |           |           |           |           |           |           |           |           |           |           |           |           |           |
| Inés Chaparro                              | Gloria Ramos            |           |           |           |           |           |           |           |           |           |           |           |           |           |           |           |
| Alberto Calatrava                          | Ferran Rañé             |           |           |           |           |           |           |           |           |           |           |           |           |           |           |           |
| Koke Resurrección                          |                         |           |           |           |           |           |           |           |           |           |           |           |           |           |           |           |
| Victoria de Saldaña / de Carceller         | Juncal Rivero           |           |           |           |           |           |           |           |           |           |           |           |           |           |           |           |
| Lidia                                      | Nuria Roca              |           |           |           |           |           |           |           |           |           |           |           |           |           |           |           |
| Juanan                                     | Jorge Roelas            |           |           |           |           |           |           |           |           |           |           |           |           |           |           |           |
| Carlos Carcaño                             | Vicente Romero          |           |           |           |           |           |           |           |           |           |           |           |           |           |           |           |
| Anastasia                                  | Ana Rujas               |           |           |           |           |           |           |           |           |           |           |           |           |           |           |           |
| Vasili                                     | Roman Rymar             |           |           |           |           |           |           |           |           |           |           |           |           |           |           |           |
| Olivia «Oli»                               | Sara Sálamo             |           |           |           |           |           |           |           |           |           |           |           |           |           |           |           |
| Julia Calatrava                            | María Luisa San José    |           |           |           |           |           |           |           |           |           |           |           |           |           |           |           |
| Miriam Sánchez                             |                         |           |           |           |           |           |           |           |           |           |           |           |           |           |           |           |
| Olga Etxebarría                            | Eva Santolaria          |           |           |           |           |           |           |           |           |           |           |           |           |           |           |           |
| Fernández (banquero)                       | Eduardo Santos          |           |           |           |           |           |           |           |           |           |           |           |           |           |           |           |
| Gloria                                     | Pepa Sarsa              |           |           |           |           |           |           |           |           |           |           |           |           |           |           |           |
| Olga Vergel                                | Mar Saura               |           |           |           |           |           |           |           |           |           |           |           |           |           |           |           |
| Piloto de avión                            | Juan Pablo Shuk         |           |           |           |           |           |           |           |           |           |           |           |           |           |           |           |
| Ginés                                      | Manuel Tallafé          |           |           |           |           |           |           |           |           |           |           |           |           |           |           |           |
| Sandra                                     | Marta Torné             |           |           |           |           |           |           |           |           |           |           |           |           |           |           |           |
| Elena                                      | Cristina Urgel          |           |           |           |           |           |           |           |           |           |           |           |           |           |           |           |
| Paco                                       | Santiago Urrialde       |           |           |           |           |           |           |           |           |           |           |           |           |           |           |           |
| Jaime Romaní                               | Juan Jesús Valverde     |           |           |           |           |           |           |           |           |           |           |           |           |           |           |           |
| Mario Vaquerizo                            |                         |           |           |           |           |           |           |           |           |           |           |           |           |           |           |           |
| Antonio «Tony»                             | Julio Vélez             |           |           |           |           |           |           |           |           |           |           |           |           |           |           |           |
| Don Camilo «el Cura»                       | Mariano Venancio        |           |           |           |           |           |           |           |           |           |           |           |           |           |           |           |
| Román Figueroa                             | Mariano Venancio        |           |           |           |           |           |           |           |           |           |           |           |           |           |           |           |
| Dr. Aparicio                               | Miguel Vigil (†)        |           |           |           |           |           |           |           |           |           |           |           |           |           |           |           |
| Chicho Amorós                              | Jordi Vilches           |           |           |           |           |           |           |           |           |           |           |           |           |           |           |           |
| Francisco Torres                           | Enrique Villén          |           |           |           |           |           |           |           |           |           |           |           |           |           |           |           |
| Elisa Nevado                               | Belinda Washington      |           |           |           |           |           |           |           |           |           |           |           |           |           |           |           |
| Wang Chu                                   | Carlos Wu               |           |           |           |           |           |           |           |           |           |           |           |           |           |           |           |
| Alejandro Echevarría                       | Josema Yuste            |           |           |           |           |           |           |           |           |           |           |           |           |           |           |           |

## Producción

### Guionistas
El guion está compuesto por distintas líneas argumentales. En una de ellas se plantea la trama principal y la trama secundaria, donde una se cierra en el mismo capítulo y las otras tramas se van desarrollando a lo largo de la serie. Los guionistas principales son Alberto y Laura Caballero, Daniel Deorador y Araceli Álvarez de Sotomayor, aunque también han llegado a colaborar ocasionalmente otros argumentistas.
Alberto Caballero, productor ejecutivo y guionista de La que se avecina, al desarrollar los guiones se basa en las historietas escritas de Jardiel Poncela y Miguel Mihura, para combinar las tramas con el «humor absurdo e inclasificable» en los diálogos.
Según Caballero, se aprovechan las situaciones cotidianas para llevarlas a cabo en el terreno salvaje o surrealista, las cuales sugieren de experiencias vividas tanto por los actores como por el equipo de la serie. Los personajes desarrollan parte de los pecados capitales, como la avaricia, la envidia y el miedo. Fue entonces, a partir de la tercera temporada, cuando la ficción sufrió importantes cambios tanto en los personajes como en las tramas y contó con suficiente éxito como para realizar una cuarta; de ahí que por ello se experimentó una subida de audiencia.

### Producción y producción ejecutiva
Las cuatro primeras temporadas fueron producidas por Alba Adriática. Aun así, José Luis Moreno solo llegó a trabajar como productor ejecutivo en las dos primeras.
En diciembre de 2010, ante los continuos impagos del empresario hacia sus empleados, Telecinco decidió asumir íntegramente esos gastos y la producción de la comedia junto con el Grupo Infinia. Pocos días después de asumir la cadena la responsabilidad en la comedia, comenzó el rodaje de la quinta temporada dejando al titular, y a su compañía, fuera de la elaboración de la serie.
Durante la quinta y la sexta temporada, ocuparon el lugar de Moreno su sobrino Alberto ―creador y guionista― y Esther Jiménez como productores ejecutivos. Además, desde la séptima temporada, la producción corre a cargo de Contubernio Films, una factoría de nueva creación liderada por los hermanos Caballero, debido a los altos costes que estaba generando la realización de este formato en Telecinco.
El presupuesto estimado para la realización de cada episodio es de 500 000 euros. Sin embargo, desde antes de que asumiera la elaboración Contubernio en 2013, si la producción se demoraba, el sobrecoste incidía directamente en las cuentas de Mediaset por lo que se había llegado a pagar más de 620 000 euros por capítulo.

### Actores
Los actores pertenecientes a la comedia de Antena 3 que seguían en el proyecto fueron Gemma Cuervo (Mari Tere), Emma Penella (Doña Charo), José Luis Gil (Enrique Pastor), Mariví Bilbao (Izaskun), Malena Alterio (Cris Aguilera), Adrià Collado (Sergio Arias), Eduardo García (Francisco Javier), Sofía Nieto (Sandra), Cook (Camilo), Guillermo Ortega (Joaquín Arias), Eduardo Gómez (Maxi), Isabel Ordaz (Araceli), Elio González (Eric), Eva Isanta (Maite), Beatriz Carvajal (Goya), Vanesa Romero (Raquel), Ricardo Arroyo (Vicente), Roberto San Martín (Silvio), Nacho Guerreros (Coque) y Pablo Chiapella (Amador), aunque ninguno encarnó al mismo personaje de Aquí no hay quien viva debido a que los derechos de su antecesora eran propiedad de la cadena de Planeta. Las nuevas incorporaciones fueron Nathalie Seseña (Berta), Antonio Pagudo (Javier Maroto), Macarena Gómez (Lola), Luis Miguel Seguí (Leo), Jordi Sánchez (Antonio) y Fabio Arcidiácono (Fabio) y los actores infantiles Carlota Boza (Carlota), Fernando Boza (Nano) y Rodrigo Espinar (Rodrigo). Para elegir al reparto se necesitaron dos meses de casting.
En la segunda temporada se incorporaron Cristina Medina (Nines), Mónica Pérez (Blanca) y Manuel Andrés (Julián Pastor), este último de manera fija, pues participó en el final de la primera temporada. La veterana actriz Emma Penella cayó del reparto de la serie debido a su fallecimiento y las actrices Malena Alterio e Isabel Ordaz dejaron la serie. Lo mismo sucedió con el actor y peluquero argentino Fabio Arcidiácono, que se fue en el segundo capítulo. Roberto San Martín y Cook dejaron la serie a mitad de temporada, aunque su marcha no fue oficial hasta la tercera temporada.
Antonia San Juan (Estela Reynolds-Paca Pacheco) se incorporó al reparto en la tercera temporada. Otras nuevas caras fueron las de Cristina Castaño (Judith) y el actor y modelo José Lamuño (Hugo), el cual se marchó a mitad de temporada. Algunos optaron por marcharse del elenco: Adrià Collado, Elio González, Sofía Nieto, Guillermo Ortega, Mónica Pérez y Manuel Andrés.
En la cuarta temporada llegó para quedarse el actor peruano Carlos Alcalde (Parrales), aunque se incorporó como personaje secundario. Asimismo, en la quinta entrega llegaron al vecindario María Casal y Amparo Valle como Reyes y Justi, respectivamente. Sin embargo, abandonaron el elenco las actrices Beatriz Carvajal, Antonia San Juan, Gemma Cuervo y Macarena Gómez, esta última de manera temporal, pues regresaría en el penúltimo capítulo de la temporada. La actriz Isabel Ordaz se reincorporó a la serie tras casi tres años de su abandono.
En la sexta temporada, las recién llegadas actrices Amparo Valle y María Casal dejaron la serie y la actriz Macarena Gómez volvió a ser personaje fijo. Cuatro temporadas después de su marcha, el actor catalán Adrià Collado regresó para continuar con el papel de Sergio Arias. En su lugar se marchó la actriz Mariví Bilbao debido a su avanzada edad y se incorporó de manera fija la actriz Silvia Abril (Violeta Recio) a mitad de la temporada. A final de temporada, se marchó Eduardo García y en su lugar llegó Fernando Tejero (Fermín). En el último capítulo se fueron los actores Carlota Boza, Fernando Boza y Rodrigo Espinar y regresó la actriz Antonia San Juan.
En la séptima temporada hubo nuevas bajas: Eduardo Gómez, Carlos Alcalde y Adrià Collado dejaron la serie y las actrices Silvia Abril, Cristina Castaño y Vanesa Romero se reincorporaron a mitad de temporada. Isabel Ordaz por su parte, dejó de nuevo la serie también a mitad de temporada. Las incorporaciones fueron las de María Adánez (Rebeca), Antonia San Juan y Fernando Tejero, incorporándose de manera fija.
En la octava temporada, las actrices Antonia San Juan y Silvia Abril abandonaron de nuevo la serie y en su lugar se incorporó la veterana actriz Petra Martínez (Doña Fina), siendo la nueva anciana de Montepinar. Junto a ella las actrices Silvia Alonso (Patri), Verónica Forqué (la alcaldesa María Teresa) y Paz Padilla (Chusa) se incorporaron de manera recurrente apareciendo en casi toda la temporada. A final de temporada, la actriz Silvia Alonso se marchó y en su lugar retomó la serie Isabel Ordaz, aunque de manera esporádica. También los actores José Lamuño y Amparo Valle que participaron de manera fija, el primero en la tercera temporada y la segunda en la quinta, hicieron una aparición esporádica en esta temporada.
En junio de 2015 se confirmó la baja de Luis Miguel Seguí, pero se incorporó de manera fija Víctor Palmero. En julio de ese año se anunció que Ernesto Sevilla seguiría dando vida a Teodoro de manera fija durante la novena temporada. Además, María Adánez abandonaría la serie, según Alberto Caballero, debido a que los guionistas no supieron encontrarle un personaje que por su categoría merece. En agosto de 2015, Alberto Caballero negoció la llegada al equipo del actor Luis Merlo (Bruno Quiroga) que tras el final de Aquí no hay quien viva, iba en un primer momento a formar parte del elenco actoral de La que se avecina, pero en el último momento se echó para atrás y fichó por El internado.
En octubre de 2015 se confirmó que el actor Luis Merlo se incorporaría al reparto de la serie. También se contaba con Silvia Abril, pero finalmente no apareció en la 9.ª temporada. Una semana después de confirmarse el fichaje de Luis Merlo, se anunció que la actriz Miren Ibarguren (Yoli) se incorporaría a la serie con un personaje principal. También, tras unos meses de negociaciones, a finales de noviembre de 2015, se confirmó que la actriz Loles León (Menchu), una de las actrices más reclamadas desde su abandono en Aquí no hay quien viva, formaría parte de la serie al final de la novena temporada.
La décima temporada, contaría con la baja de la actriz Cristina Castaño tras siete años y 90 capítulos, mientras que las participaciones de Miren Ibarguren, Luis Merlo y Loles León se convirtieron en fijas e Isabel Ordaz abandonó la ficción de nuevo.
El 14 de enero de 2019 se anunció que el actor Antonio Pagudo (Javier Maroto) dejaría la ficción tras 11 temporadas. Fue uno de los personajes fijos desde el principio de la serie.
El 18 de febrero de 2022, se confirmaba que el actor José Luis Gil (Enrique Pastor) no aparecería en la primera parte de la 13.ª temporada de la serie debido a su estado de salud; fue uno de los pocos personajes fijos desde el principio de la serie. También se confirmó que tampoco aparecerían en la 13.ª temporada Cristina Medina (Nines), Vanesa Romero (Raquel), Paz Padilla (Chusa), Víctor Palmero (Alba) y Ricardo Nkosi (Ongombo). Al mismo tiempo, se incorporaron diez actores al elenco: Margarita Asquerino (Logi), Carlos Chamorro (Esteban Guijarro), Alex de la Croix (Karma), Álex Gadea (Alonso), Mamen García (Victoria Rafaela Balmaseda), Félix Gómez (Óscar Serra), Laura Gómez-Lacueva (Greta Garmendia), Elisabeth Larena (Andy), Inma Pérez-Quirós (Noelia) y Jaime Riba (Giorgi).

### Rodaje
La grabación de la primera temporada comenzó en febrero de 2007 y acabó en junio de 2007 y durante 13 años se llevó a cabo en un estudio de 1800 metros cuadrados, compuesto por un escenario de dos plantas y otro más pequeño localizado en Moraleja de Enmedio, en el sur de la Comunidad de Madrid. Cuatro meses más tarde, en octubre de 2007, dio comenzó la grabación de la segunda temporada, que se acabó de grabar en junio de 2008.
Medio año después, el 2 de febrero de 2009, comenzó el rodaje de la tercera temporada, que finalizó en agosto de 2009. Luego en noviembre, dio comienzo la grabación de la cuarta, con la grabación del especial de Nochevieja y los once episodios restantes, que se acabaron de grabar en junio de 2010. Seis meses después, el 13 de diciembre de 2010, comenzó el rodaje de la quinta temporada, que finalizó el 24 de junio de 2011. En aquel momento, Isabel Ordaz volvió a la ficción y se unieron también Amparo Valle y María Casal.
Por otro lado, Laura Caballero ―directora de la serie― concedió una entrevista en octubre de 2011 al programa radiofónico Sospechosos habituales y comentó que la siguiente temporada empezaría a grabarse a final de mes. Dos meses después, tras los continuos retrasos en la producción y organización de la serie, dio comienzo el rodaje de la sexta temporada, concretamente el 19 de diciembre de 2011 y acabó el 31 de agosto de 2012. Cabe destacar que a partir de la sexta temporada el equipo empezó a innovar en la producción y apostaron por rodar secuencias en exteriores.
Siete meses después, el 3 de abril de 2013, el equipo de rodaje comenzó la producción de la séptima tanda de episodios que acabó el 19 de octubre de 2013. Asimismo, desde el 9 de marzo de 2014 hasta el 19 de diciembre de 2014, se estuvo rodando la octava temporada.
El 5 de mayo de 2016 se confirmó que la serie tendría una décima temporada tras los buenos datos del comienzo de la novena. Desde el 20 de julio de 2015 hasta el 30 de marzo de 2016, se rodaron dieciséis episodios de la novena temporada y el 26 de septiembre se retomó la grabación de los tres episodios extra de la novena temporada encargados por Mediaset (se acabó el 4 de noviembre de 2016) y de la décima entrega (desde el 7 de noviembre de 2016), que constaría de 13 episodios. El rodaje finalizó el 23 de junio de 2017. Tanto los tres episodios finales de la novena temporada como los 13 de la décima, son grabados por primera vez en alta definición.
El rodaje de la undécima temporada comenzó el 13 de noviembre de 2017 y finalizó el 15 de junio de 2018. Alberto Caballero confirmó antes del estreno de la undécima temporada que ya estaban listos los guiones de 3 capítulos de la duodécima temporada. Finalmente, la temporada contaría con 16 capítulos, divididos en dos bloques de 8 capítulos cada uno. Tras esto, a principios de noviembre de 2018, Alberto Caballero confirmó que estaban planeando un cambio radical para La que se avecina y que, según el resultado de las audiencias, se decidiría si continuar con la serie prescindiendo del edificio de Mirador de Montepinar o terminarla, pero a su vez creando un Spin-Off que continuaría con otros personajes.
El rodaje de los primeros ocho episodios de la duodécima comenzó el 28 de enero de 2019 y finalizó el 4 de junio de 2019. Y el rodaje de los ocho últimos capítulos de la duodécima temporada fue del 13 de enero de 2020 al 16 de julio de 2020 (con un parón por la pandemia de COVID-19, entre el 16 de marzo y el 22 de mayo de 2020). El 23 de junio de 2020 se grabó la última secuencia en los estudios de Moraleja de Enmedio después de 13 años. A partir de la temporada siguiente, dos platós de 1500 y 800 m² acogen al edificio señorial Contubernio 49.
En una entrevista para 20 Minutos, Luis Merlo afirmó que se «habían construido unos nuevos decorados en otros estudios», por lo tanto, una de las ideas iniciales de los hermanos Caballero que era construir un edificio real para el rodaje de la serie, quedaba descartada. En dicha entrevista, Merlo dijo también que el rodaje se retomaría en septiembre de 2021. Pero finalmente el rodaje de la 13.ª temporada dio comienzo siete meses después (el 20 de abril de 2022) y finalizó el 16 de septiembre de 2022.
El 20 de enero de 2022, Alberto Caballero informó de que la serie renovó por dos temporadas más, llegando así la serie a la temporada 15.ª. La temporada 13.ª se rodó en 2022, la 14.ª en 2023 y la 15.ª se comenzó a rodar el 4 de abril de 2024. 

## Señas de identidad

### Secuencia de apertura
La secuencia de apertura es una de las señas de identidad que identifican a La que se avecina. Durante sus dos primeras temporadas, la cabecera de la serie permanece intacta al comienzo de su emisión y se desarrolla en una mesa de estudio donde se construye un edificio de papel mediante movimientos gráficos desde diferentes puntos de vista o planos. Al final, la cámara se acerca al logotipo que lo forma una cerradura y se visualiza el título en color amarillo. Ya desde el 10 de junio de 2009, en el primer episodio de la tercera temporada, la secuencia de apertura no se utiliza, por lo que solo muestra el nombre de los actores que aparecen en el reparto, puesto que resulta muy caro hacer el cambio cada año. También pasa a ser un pequeño avance del capítulo donde se visualiza una escena para dar paso a la cabecera y posteriormente la continuidad de la trama.
El tema principal que contribuye en gran medida a crear la personalidad y el estilo de la serie, corrió a cargo del grupo musical Big Bang Boka, miembros de la ya desaparecida banda Vocal Factory, durante las seis primeras temporadas. En ocasiones se realizan ciertos interludios musicales en los capítulos con letras que hacen referencia a la temática del capítulo en cuestión, y en los que utilizan diversos estilos musicales. Entre otras cosas cabe destacar que los proyectos gráficos y escénicos así como la cabecera y las transiciones de la ficción, son especialmente diseñados por ordenador por el portal multimedia El Exilio. Desde la séptima temporada la música es ligeramente modificada y es producida por Pedro Barbadillo y Santiago Ibarretxe.

### Coletillas
- Wikiquote alberga frases célebres de o sobre la serie.

La mayoría de los personajes principales y secundarios de la serie tienen un latiguillo. Entre las expresiones más notables se encuentra el rechazo de Amador hacia Leo «¡No toques! ¿Por qué tocas?» o su particular «¿Quieres salami?», el «¿Cómo tiene el chocho?», «¡Qué pechotes!» o «Mayorista, ¡no limpio pescado!» de Antonio Recio, la frase de Enrique Pastor para darse a conocer «Enrique Pastor, concejal de Juventud y Tiempo Libre» o sin duda, los de Estela Reynolds: «¡Qué ataque más gratuito!», «¡Has abierto el cajón de mierda!», «Fernando Esteso me chupó un pezón» o «¡Puta escalera!». Dado al éxito en los diálogos, los guionistas han ido añadiendo nuevas frases a sus personajes y estos han llegado a adquirir gran popularidad entre el público.

## Recepción
Ha sido muy valorada tanto por el público como por la crítica. Desde que desapareció la comedia original de Antena 3 en 2006, y posteriormente ser traspasada con el mismo elenco y equipo técnico a Telecinco, aunque con otro nombre, la secuela de Aquí no hay quien viva no convenció a los espectadores, fue juzgada en sus primeras temporadas tachándola como una pésima imitación de la original y no llegando al objetivo que se quería buscar.
Por otro lado, un artículo de Electroduende publicado en Periodista Digital comentó que «la calidad interpretativa es excelente [...] saben enganchar la carcajada sin perder el hilo argumental de cada capítulo» y que «la nueva cadena habría resucitado una serie repetitiva ―en el caso de Aquí no hay quien viva―, que parecía un proyecto acabado y que sin embargo la han reconvertido en un producto de calidad» mientras que la revista Tiempo de Hoy del Grupo Zeta hizo la comparación entre los vecinos de Mirador de Montepinar con los de Esperanza Sur.
Tales fueron las críticas hacia la serie que, en su tercera temporada, los guionistas dieron un giro a las tramas con importantes cambios; el argumento en los guiones estuvo mejor elaborado y las conversaciones entre personajes fueron más entretenidas. Además supuso la entrada de dos nuevas vecinas ―Estela y Judith―, marcando un antes y un después en la historia de la comedia, principalmente por la incorporación de frases ingeniosas y momentos estelares. También es de destacar que muestra del gran apoyo del público fue recibir valoraciones en páginas web especializadas como IMDb, FilmAffinity o Fórmula TV con una nota superior a los ocho puntos sobre diez, sin embargo, algunos criticaron que a la comedia le falta ingenio y agudeza en los guiones y que su humor resulta algo soez teniendo en cuenta que la mayoría de su público es medianamente joven.
Tras la emisión del capítulo titulado «Un soltero, un yogur con fibra y un nuevo presidente» emitido el jueves 3 de abril de 2008, Telecinco anunció que la comedia había obtenido una audiencia acumulada de once millones de espectadores, pero en realidad fue vista por 3,3 millones y un 20,6 % de cuota de pantalla.

## Premios y nominaciones
| Año                                                                                       | Categoría                                           | Dirigido a                                                                         | Resultado                                           |
| FesTVal (Festival de Radio y Televisión de Vitoria)                                       | FesTVal (Festival de Radio y Televisión de Vitoria) | FesTVal (Festival de Radio y Televisión de Vitoria)                                | FesTVal (Festival de Radio y Televisión de Vitoria) |
| ----------------------------------------------------------------------------------------- | --------------------------------------------------- | ---------------------------------------------------------------------------------- | --------------------------------------------------- |
| 2011                                                                                      | Pasión de Críticos: Lo más divertido                | La que se avecina                                                                  | Ganadora                                            |
| Premios Shangay (Revista Shangay)                                                         |                                                     |                                                                                    |                                                     |
| 2012                                                                                      | Mejor interpretación en televisión                  | María Casal                                                                        | Ganadora                                            |
| 2012                                                                                      | Mejor interpretación en televisión                  | Isabel Ordaz                                                                       | Ganadora                                            |
| Premios Zapping (Asociación de Consumidores de Medios Audiovisuales de Cataluña)          |                                                     |                                                                                    |                                                     |
| 2012                                                                                      | Mejor serie española                                | Mejor serie española                                                               | Ganadora                                            |
| 2012                                                                                      | Mejor actor protagonista                            | Jordi Sánchez                                                                      | Nominado                                            |
| 2012                                                                                      | Mejor actriz secundaria                             | Cristina Castaño                                                                   | Nominada                                            |
| 2013                                                                                      | Mejor serie española                                | Mejor serie española                                                               | Ganadora                                            |
| Premios de la Unión de Actores y Actrices                                                 |                                                     |                                                                                    |                                                     |
| 2013                                                                                      | Mejor actriz secundaria de televisión               | Mariví Bilbao                                                                      | Ganadora                                            |
| 2018                                                                                      | Mejor actriz secundaria de televisión               | Petra Martínez                                                                     | Ganadora                                            |
| Premios Iris (Academia de Televisión y de las Ciencias y Artes del Audiovisual de España) |                                                     |                                                                                    |                                                     |
| 2014                                                                                      | Mejor programa de ficción                           | Mejor programa de ficción                                                          | Nominada                                            |
| 2016                                                                                      | Mejor ficción                                       | Mejor ficción                                                                      | Nominada                                            |
| 2016                                                                                      | Mejor guion                                         | Alberto Caballero, Laura Caballero, Daniel Deorador y Araceli Álvarez de Sotomayor | Nominados                                           |
| 2016                                                                                      | Mejor actor                                         | Jordi Sánchez                                                                      | Nominado                                            |
| 2016                                                                                      | Mejor actriz                                        | Isabel Ordaz                                                                       | Nominada                                            |
| 2017                                                                                      | Mejor guion                                         | Alberto Caballero, Laura Caballero, Daniel Deorador y Araceli Álvarez de Sotomayor | Nominados                                           |
| 2017                                                                                      | Mejor dirección                                     | Alberto Caballero, Laura Caballero y Miguel Albaladejo                             | Nominados                                           |
| Premios MiM Series                                                                        |                                                     |                                                                                    |                                                     |
| 2014                                                                                      | Mejor serie de comedia                              | Mejor serie de comedia                                                             | Ganadora                                            |
| 2016                                                                                      | Mejor actriz                                        | Nathalie Seseña                                                                    | Ganadora                                            |
| Antena de Oro (Federación de Asociaciones de Radio y Televisión de España)                |                                                     |                                                                                    |                                                     |
| 2015                                                                                      | Antena de Oro de Televisión                         | Antena de Oro de Televisión                                                        | Ganadora                                            |
| Premios Feroz (Asociación de Informadores Cinematográficos de España)                     |                                                     |                                                                                    |                                                     |
| 2017                                                                                      | Mejor serie de comedia                              | Mejor serie de comedia                                                             | Nominada                                            |
| Premios Fotogramas de Plata (Revista Fotogramas)                                          |                                                     |                                                                                    |                                                     |
| 2017                                                                                      | Premios de la audiencia: Mejor serie española       | Premios de la audiencia: Mejor serie española                                      | Nominada                                            |
| Festival de Cine de Orense                                                                |                                                     |                                                                                    |                                                     |
| 2020                                                                                      | Premio Ouff de Televisión                           | Alberto Caballero y Laura Caballero                                                | Ganadores                                           |
| Premios Ondas (Grupo Prisa)                                                               |                                                     |                                                                                    |                                                     |
| 2022                                                                                      | Nacionales de televisión: Mejor serie de comedia    | Nacionales de televisión: Mejor serie de comedia                                   | Ganadora                                            |
| Premios Berlanga                                                                          |                                                     |                                                                                    |                                                     |
| 2023                                                                                      | Mejor serie de humor                                | Mejor serie de humor                                                               | Ganadora                                            |
| Premios TM                                                                                |                                                     |                                                                                    |                                                     |
| 2023                                                                                      | Mejor serie de 2023                                 | Mejor serie de 2023                                                                | Ganadora                                            |

## Polémicas
En abril de 2009, la productora Alba Adriática ―propiedad de José Luis Moreno― fue denunciada por varios trabajadores de la ficción asegurando que no trabajarían más de ocho horas hasta que cobraran sus nóminas. Además la productora despidió de manera fulminante a un trabajador por quejarse de no haber cobrado su sueldo mensual. Año y medio después, en diciembre de 2010, tras los continuos retrasos en las nóminas de los empleados y el incremento de salario que pedía Antonia San Juan, actriz que interpretaba el personaje de Estela Reynolds, abandonó la ficción de Telecinco tras no alcanzar un acuerdo económico con el equipo y la productora de la serie. Después de haber mantenido numerosas reuniones con los directivos de la cadena para llegar a ese acuerdo, San Juan finalmente confirmó en marzo de 2011 que no volvería a la comedia, aunque no descartó su regreso para alguna otra temporada: «Si me llaman para llegar a un acuerdo, claro que volvería. El personaje era bueno, querido y me dio una popularidad espectacular».
En abril de 2011, la actriz Loles León aseguró en el programa radiofónico Sospechosos habituales haber recibido una oferta realizada por los productores de La que se avecina. La actriz comentó que el equipo le propuso participar en la serie, pero ella declinó la oferta. Tras su participación en Aquí no hay quien viva en 2004, surgió una polémica con sus negociaciones entre la actriz y José Luis Moreno, el entonces productor ejecutivo de la comedia de Antena 3, para su renovación. Loles, que no consiguió llegar a un acuerdo con el equipo, hizo que su personaje de Paloma Hurtado sufriera un accidente, quedara en coma y falleciese poco después. Tras haber participado con el equipo original de su precuela, la actriz no quería volver a saber nada del proyecto heredero. Meses después, concretamente el 23 de noviembre de 2011, Fernando Tejero visitó el mismo programa de radio, donde habló entre otras cosas sobre esta ficción. En él dijo que los directores de la serie «me propusieron volver, pero ya estaba con José Mota», afirmaba Tejero. Además, el actor que interpretaba a Emilio en Aquí no hay quien viva dijo que estuvo varias semanas pensándose la propuesta que le hizo el equipo. Tan solo dos días después, Nacho Guerreros ―que interpreta a Coque Calatrava―, criticó en su perfil de Twitter que Fernando valorase la opción de participar [en un futuro] en la ficción de Telecinco.
El TAC (Asociación de Consumidores de Medios Audiovisuales de Cataluña) denunció la programación emitida en el canal Factoría de Ficción en horario protegido por vulnerar el Código de Autorregulación sobre Contenidos Televisivos e Infancia y la Ley General Audiovisual. Las ficciones más comunes en este canal son especialmente Aída y La que se avecina y dicha asociación, se mostró indignada por la emisión de ambas series en horario de protección al menor debido a su lenguaje soez y palabras malsonantes.
En septiembre de 2012, el capítulo titulado «Una maruja, un entrecejo y un pionero del aire», correspondiente a la sexta temporada de la serie, se filtró en internet y se pudo ver en exclusiva ―antes de tiempo― en distintas páginas webs de descargas. La filtración se produjo el día 20 y aunque se desconoce la procedencia del archivo, todo pareció indicar que el vídeo fue sustraído de la plataforma en línea de Mediaset. Poco después, el grupo de comunicación emitió un comunicado en que se aseguraron de «haber identificado a la persona responsable de la sustracción y difusión ilegal del capítulo de estreno de su serie». Por su parte, Alberto Caballero, creador y guionista, mostró su preocupación en Twitter asegurando estar catatónico con lo sucedido y posteriormente explicando a sus seguidores que «parece ser que no ha llegado a estar disponible en Mitele, directamente lo han pirateado de la web». También por esa misma línea siguió Mirta Drago, directora de Comunicación de Mediaset. A través de la famosa red social comentó sobre el suceso que «de acuerdo con nuestros primeros informes, el capítulo pudo haber sido robado». Sin embargo, la compañía informó que «con los datos a disposición del grupo, se trata de una persona que cuenta con varias páginas web en las que [de forma ilegal], ofrece contenidos de otras cadenas de televisión».
Cuando parecía que el primer caso de filtración del capítulo ya estaba cerrado, se produjo un segundo intento. Este fue en el segundo episodio de la ficción correspondiente a la misma temporada, que también fue pirateado al igual que el anterior. Sin embargo, esta vez el capítulo fue publicado por un usuario en YouTube el 5 de octubre de 2012, donde la fuente de la que salió el episodio sustraído fue de Yomvi, una de las plataformas de televisión de pago que hasta entonces ofrecía preestrenos de capítulos por adelantado. Este suceso, por tanto, es diferente a la difusión del primero, que fue filtrado en internet con la imagen corporativa de Mitele y es por ello que con este nuevo intento, el grupo de comunicación decidió emprender un plan de protección para evitar la sustracción de sus productos; cesaron los preestrenos en abierto de sus contenidos en las plataformas de pago y aseguraron una orden de medidas técnicas para proteger sus servidores de los ataques piratas.

#### Acusación de plagio
En mayo de 2007 cuando solo se habían emitido tres episodios, Telecinco fue demandada por parte de Antena 3 por vulnerar los derechos de propiedad intelectual y en la que se solicitaba la suspensión de la serie, ya que la cadena consideraba que es un plagio de su antecesora Aquí no hay quien viva. El juicio empezó el 18 de julio y finalmente el 28 del mismo mes, se anularon las medidas cautelares solicitadas por Antena 3 al encontrar diferencias entre la original y su secuela, principalmente en el papel del portero en cada comedia. La principal serie de vecinos se emitió en dicha cadena entre septiembre de 2003 y julio de 2006 con una media por episodio de 6 029 000 y 33,8 %, el doble de audiencia que su sucesora, llegó incluso a superar el 43 % de cuota de pantalla y los ocho millones de espectadores; fue una de las tres series más vistas de la historia de la televisión en España, después de Farmacia de guardia y Médico de familia.
El 26 de julio de 2007, el Juzgado de lo Mercantil n.º 6 de Madrid denegó las medidas cautelares para la suspensión de La que se avecina, como bien dictó Antena 3 en su demanda contra Telecinco. Por lo tanto, la cadena principal de Mediaset España pudo continuar con la emisión de la ficción ya que la justicia no se había pronunciado en referencia a los derechos de autor. Finalmente y tras casi cinco años de espera, el Juzgado de Madrid desestimó la demanda interpuesta por Antena 3 contra la competencia el 20 de enero de 2012, por el supuesto «plagio» de La que se avecina sobre su antecesora. Tras el análisis de ambas ficciones, el juez desestimó la petición de que Telecinco indemnizase a la cadena de Planeta con tres millones de euros y suspendiera la producción, emisión y comercialización de la serie, condenándola así al pago íntegro de las costas del proceso judicial. Sin embargo, a pesar de haberse cerrado el caso, Antena 3 parecía dispuesta a recurrir la sentencia.
En 2015 se desestima el recurso de la cadena de Planeta, cerrándose así una batalla judicial que duró 8 años.

Las diferencias son muy significativas, ya que los actores representan papeles diferentes, desapareciendo la pareja de homosexuales y lesbianas, si bien continúan las personas de alguno de los actores caracterizados en otros papeles. En otro de los casos, se suprimen frases como las del empleado por el papel interpretado por D. Fernando Tejero de «un poquito de por favor», así como por la también utilizada por D. José Luis Gil, el que fuera presidente de «esta nuestra comunidad».
Juzgado de lo Mercantil (Madrid), 20 de enero de 2012.

#### Sanción de la CNMC
En 2019 la Comisión Nacional de los Mercados y la Competencia (CNMC) impuso una multa a Mediaset España por publicidad encubierta que se había llevado a cabo en Sálvame y en el quinto capítulo de la segunda temporada de LQSA. La infracción del capítulo de LQSA, que consistía en publicidad encubierta de juguetes sexuales, supuso una multa de 196 038 euros a la cadena.

## Productos derivados
Aplicaciones para móviles
Desde marzo de 2011 más de 100 sonidos de La que se avecina salieron al mercado con aplicaciones para dispositivos móviles. Destacan las frases más singulares de los protagonistas, como las de Antonio Recio, Estela Reynolds, Enrique Pastor, Amador o Coque, entre otras. Una de las novedades de esta aplicación, es que las puedes enviar a tus allegados a través del dispositivo mediante un mensaje de audio o agregarlas como tono de llamada. Estas aplicaciones son gratuitas y las puedes descargar a tu teléfono. Además existen otras aplicaciones en ITunes donde se recopilan todas las frases de los personajes por menos de un euro. Desde su salida al mercado, la aplicación iRecio ha estado situada en el top 10 de las aplicaciones más vendidas en el IPhone.
Canción
El tema principal que contribuye en gran medida a crear la personalidad y el estilo de la serie, corre a cargo del grupo musical Big Bang Boka, miembros de la ya desaparecida banda Vocal Factory. Dicha empresa produce en su totalidad todo tipo de música que en ocasiones, se realizan ciertos interludios musicales en los capítulos con letras que hacen referencia a la temática del capítulo en cuestión, y en los que utilizan diversos estilos musicales. Además se encarga de ponerle música y voz tanto en el prólogo como en la cabecera, cortinillas, fondos musicales, politonos y epílogo. La mayor parte de esas composiciones corren a cargo de Paco Déniz, encargado de poner voz masculina a fondos musicales para los capítulos y videoclips, mientras que Alicia Jorge su pareja, se encarga de las voces femeninas. Por otro lado, Julio Tejera interviene como pianista y programador y Nacho Bustelo de guitarrista.

### DVD
| Pack | Pack               | Temporada                  | Episodios             | Lanzamiento            | Características | Características |
| Pack | Pack               | Temporada                  | Episodios             | Lanzamiento            | Distribuidora   | Discos          |
| ---- | ------------------ | -------------------------- | --------------------- | ---------------------- | --------------- | --------------- |
|      | 1                  | Primera                    | 13                    | 18 de febrero de 2009  | SAVOR           | 5               |
|      | 2                  | Segunda                    | 15                    | 17 de junio de 2009    | SAVOR           | 5               |
|      | 3                  | Tercera                    | 14                    | 19 de mayo de 2010     | EMON            | 5               |
|      | 4                  | Cuarta                     | 12                    | 29 de agosto de 2012   | EMON            | 5               |
|      | 5                  | Quinta                     | 13                    | 27 de marzo de 2013    | EMON            | 5               |
|      | 6                  | Sexta                      | 13                    | 24 de julio de 2013    | EMON            | 6               |
|      | 7                  | Séptima                    | 13                    | 21 de mayo de 2014     | EMON            | 7               |
|      | 8                  | Primera, segunda y tercera | 42                    | 5 de noviembre de 2014 | EMON            | 15              |
|      | 9                  | Cuarta, quinta y sexta     | 38                    | 5 de noviembre de 2014 | EMON            | 16              |
|      | 10                 | Octava (1.ª parte)         | 8                     | 18 de febrero de 2015  | EMON            | 6               |
| 11   | Octava (2.ª parte) | 18 de noviembre de 2015    | 8                     |                        | EMON            | 6               |
| 12   | Octava (completa)  | 16                         | 16 de marzo de 2016   | 8                      | EMON            |                 |
|      | 13                 | Novena (1.ª parte)         | 10                    | 31 de octubre de 2017  | EMON            | 7               |
| 14   | Novena (2.ª parte) | 9                          | 31 de octubre de 2017 |                        | EMON            | 7               |
| 15   | Novena (completa)  | 19                         | 27 de abril de 2018   | 10                     | EMON            |                 |

La serie cuenta con nueve temporadas a la venta en formato DVD y distribuidas por eMon. La serie ha sido grabada en Ambite de Tajuña, marca comercial de Savor Ediciones, S. A. Cada pack contiene cinco DVD; además, los episodios están grabados con sonido Dolby Digital 2. 0. El primer volumen salió a la venta en febrero de 2009, donde se incluyeron los primeros 13 episodios; el segundo lo hizo en junio del mismo año con los 15 siguientes; el tercero, en mayo de 2010 con los 14 siguientes; el cuarto, en agosto de 2012 con los 12 episodios de la cuarta temporada y el especial de Nochevieja; el quinto, en noviembre del mismo año con los 13 episodios restantes; el sexto volumen salió a la venta en julio de 2013; el séptimo volumen, correspondiente a la séptima temporada, salió a la venta el 21 de mayo de 2014; el octavo pack (temporada completa) salió a la venta el 16 de marzo de 2016; y el noveno y último pack (temporada completa) salió a la venta el 27 de abril de 2018.

### Campanadas de fin de año
A mediados de octubre de 2012, el programa de radio Sospechosos habituales entrevistó a Alberto Caballero donde desveló que el grupo audiovisual había encargado un especial navideño a la productora, sin embargo, semanas después, se anunció que el proyecto no seguiría en marcha. Dada la poca probabilidad de sacar adelante la producción del episodio especial, el portal Vertele anunció que Mediaset España y la productora de la comedia tenían la idea de dar las Campanadas de fin de año en Mediaset con los actores de su serie estrella. Sin embargo, el guionista y productor preguntado por su entorno de Twitter, comentó que «No hay nada confirmado para Navidad, pero igual hay sorpresa. Cuando lo haya, será Mediaset quien lo anuncie». Días después, se hizo hincapié en otras opciones para la presentación de las campanadas, como la inclusión de Jesús Vázquez o los coaches de La Voz, ambos rostros ligados al programa de éxito en el canal.
Finalmente el 20 de noviembre fue cuando Mediaset hizo oficial mediante un comunicado de prensa que Jordi Sánchez, Pablo Chiapella y Vanesa Romero eran los elegidos para interpretar a sus respectivos personajes el día de fin de año en la Puerta del Sol de Madrid.

### Libro
Tras siete años en antena, el equipo de la serie lanzó su primer libro oficial al mercado nacional junto a Ediciones B. La obra ideada por los productores, directores y guionistas cuenta con más de 180 páginas en las que se incluyen extras y anécdotas del rodaje. La primera edición salió a la venta en enero de 2014 con un precio recomendado de 12 euros.

### Cameos ycrossovers
Antonio Recio aparece en el último episodio de la primera temporada de Chiringuito de Pepe para promocionar su imperio de ultramar Mariscos Recio; después se despide con la frase «nos vemos el próximo lunes», anunciando así el estreno de la octava temporada a la semana siguiente.
En los episodios 14 y 15 de la temporada 12, algunos personajes de la serie viajan al pueblo ficticio de Peñafria, en la provincia de Soria. Este es el lugar donde ocurre la serie El pueblo. Al llegar allá, los vecinos de Montepinar hablan con los lugareños sobre los sucesos que ocurren en las dos primeras temporadas de la comedia rural.
En la temporada 13, el personaje de Greta y su marido Esteban, interpretados por Laura Gómez-Lacueva y Carlos Chamarro respectivamente, viajaron a Peñafría y se encontraron con los personajes de la serie El Pueblo, Juanjo y Mariajo. Curiosamente, Mariajo y Greta estaban interpretadas por la misma actriz.
En la temporada 14 Cristina y Martín, personajes procedentes de la serie El Pueblo e interpretados por Ana Arias y Raúl Peña, dejan Peñafría para mudarse a Contubernio 49 tras el final de la primera serie.

### Adaptaciones de la serie
El 24 de septiembre de 2019 se estrenó en la cadena de televisión griega Skai TV la serie Θα γίνει της Πολυκατοικίας (El edificio de apartamentos, nombre que hacía alusión a la adaptación griega de la serie Aquí no hay quien viva que se conoció en el país heleno como Η Πολυκατοικία, El edificio), una adaptación de La que se avecina con un elenco de actores griegos. La serie se emitió durante 2019 y 2020 y tuvo una única temporada de 36 episodios.